# 6. Februar
Der 6. Februar ist der 37. Tag des gregorianischen Kalenders, somit bleiben 328 Tage (in Schaltjahren 329 Tage) bis zum Jahresende.

## Ereignisse

### Politik und Weltgeschehen

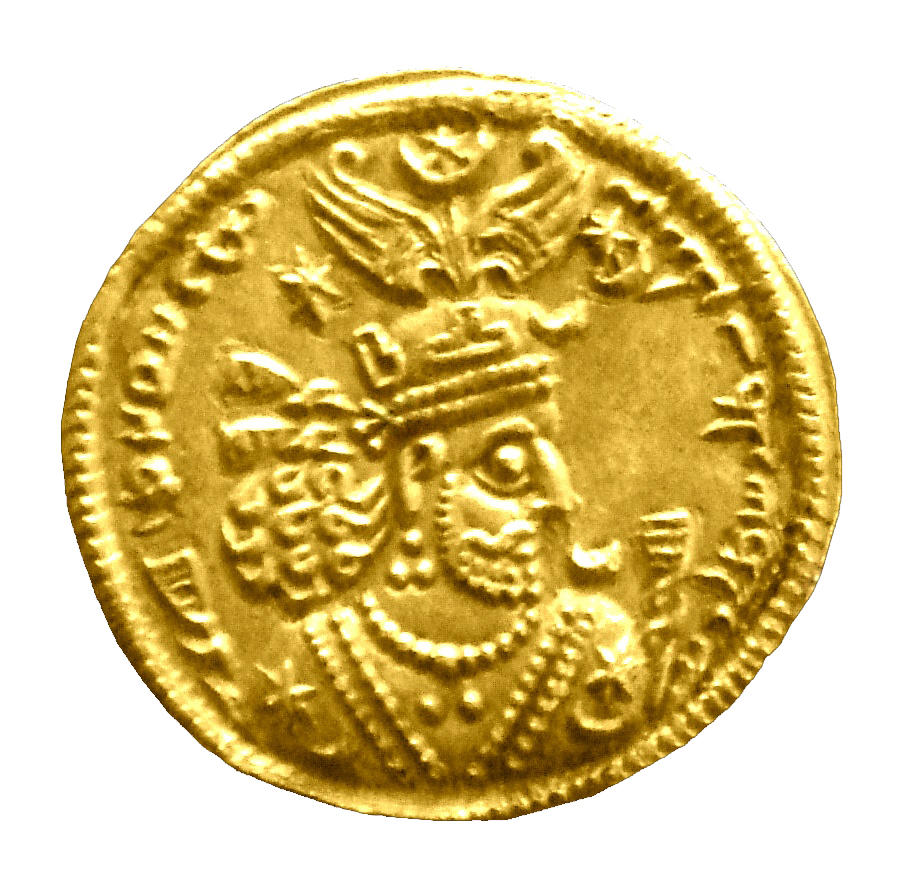
590: Chosrau II. auf einer Goldmünze

- 0590: Der sassanidische König Hormizd IV., gegen den sich bereits sein Heerführer Bahram Tschobin erhoben hat, wird von einer Adelspartei am Hofe gestürzt und durch seinen Sohn Chosrau II. ersetzt, ehe Tschobin die Hauptstadt erreicht hat.
- 0806: Der fränkische König Karl der Große erlässt für die Zeit nach seinem Ableben die Divisio Regnorum, die die Aufteilung des Reiches unter seinen Söhnen Karl, Pippin und Ludwig vorsieht. Durch den vorzeitigen Tod der beiden älteren Brüder erlangt der Teilungsplan keine Bedeutung, Ludwig fällt das alleinige Erbe zu. In der Urkunde wird auch erstmals Ingolstadt (Ingoldes stat = „Stätte des Ingold“) erwähnt.
- 1637: In Chur wird der gegen die französische Anwesenheit in Graubünden gerichtete Kettenbund geschlossen.

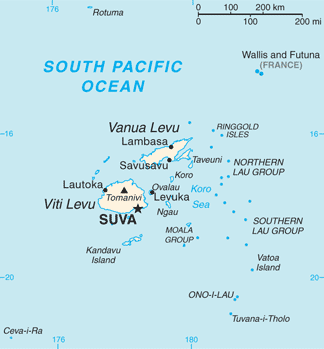
1643: Fidschi-Inseln

- 1643: Der niederländische Seefahrer Abel Tasman entdeckt als erster Europäer den Archipel Fidschi im Pazifik.

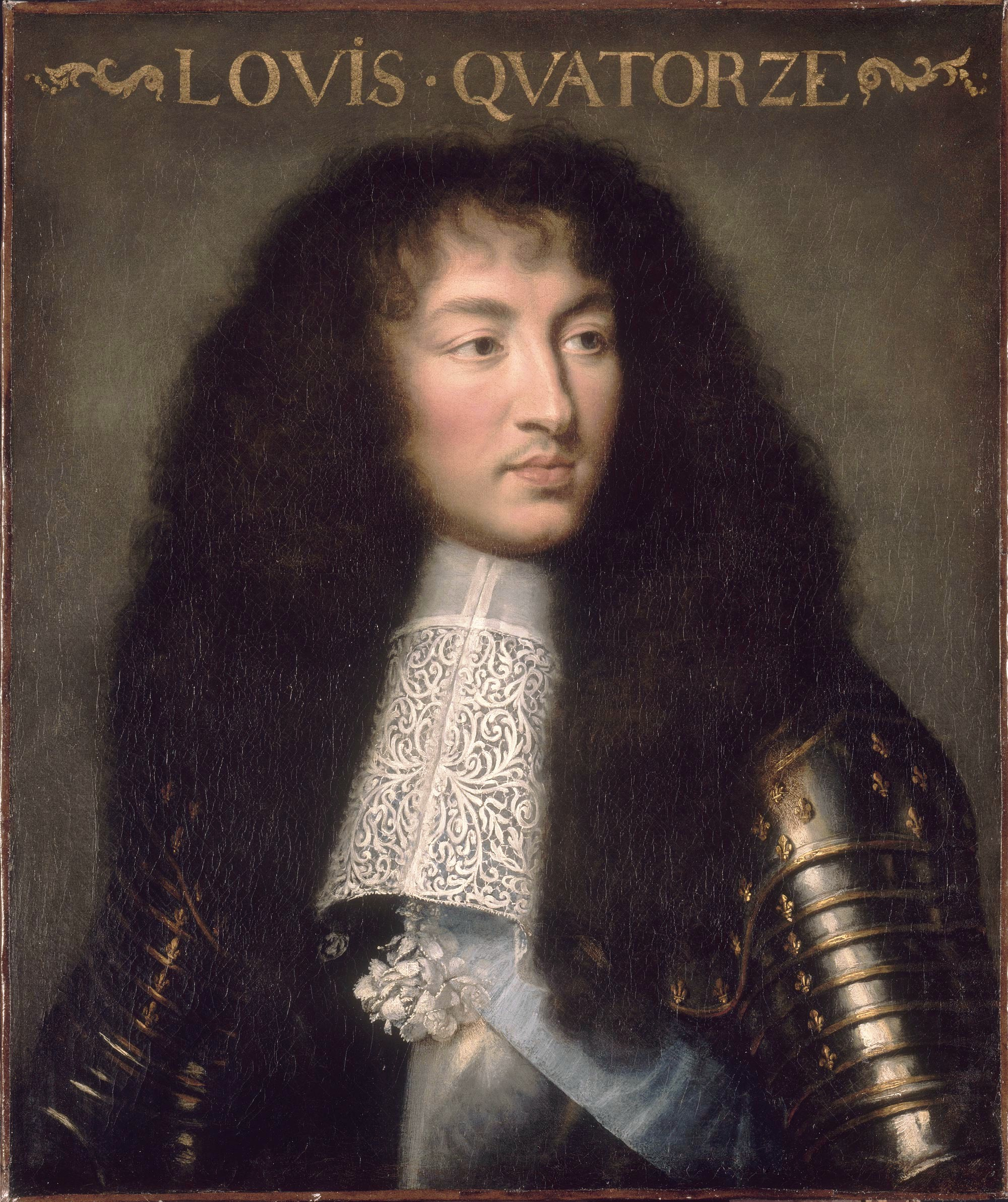
Ludwig XIV. 1662

- 1662: Im Vertrag von Montmartre erlangt der französische König Ludwig XIV. Einfluss auf das Herzogtum Lothringen.
- 1685: Mit dem Tod von Karl II. wird sein Bruder Jakob II. König von England und – als Jakob VII. – von Schottland.
- 1713: Zar Peter der Große und der dänische König Friedrich IV. treffen sich in der Zeit des Großen Nordischen Kriegs im Schloss Gottorf, wo sich der Zar auch für den europaweit bekannten Gottorfer Riesenglobus interessiert, welcher wenige Wochen später in die Kunstkammer des Zaren nach Sankt Petersburg abtransportiert wird.
- 1778: Frankreich erkennt während des Amerikanischen Unabhängigkeitskrieges die Unabhängigkeit der USA an.
- 1788: Massachusetts wird 6. Bundesstaat der USA.

1795: Flagge der Rebellen von Graaff-Reinet

- 1795: In Graaff-Reinet gründen Buren aus Protest gegen die Niederländische Ostindien-Kompanie die erste Burenrepublik, die für etwa eineinhalb Jahre Bestand hat.
- 1810: Die Franzosen beginnen mit der Belagerung von Cádiz während der Napoleonischen Kriege. Die Einnahme der Stadt gelingt nicht, und 1812 rücken die Truppen ab.
- 1838: Der Zulukönig Dingane lässt Pieter Retief und seine Voortrekker bei Friedensverhandlungen in der Zulu-Hauptstadt uMgungundlovu ermorden.
- 1840: Mit dem Vertrag von Waitangi zwischen Vertretern der Māori und dem Vereinigten Königreich fällt Neuseeland unter britische Herrschaft.
- 1862: In der Schlacht von Fort Henry gelingt den Unionstruppen unter General Ulysses S. Grant der erste bedeutende Erfolg auf dem westlichen Kriegsschauplatz des Sezessionskrieges.
- 1875: Im Deutschen Reich schreibt das neue während des Kulturkampfes entstandene Reichsgesetz über die Beurkundung des Personenstands und die Eheschließung die obligatorische Zivilehe vor und lässt die Ehescheidung zu. Das Gesetz tritt am 1. Januar 1876 in Kraft.
- 1888: Im Deutschen Reich wird die Wehrpflicht auf sieben Jahre verlängert und die Kriegsstärke der Armee auf 700.000 Mann vergrößert.
- 1919: Die Nationalversammlung der Weimarer Republik zur Ausarbeitung einer Verfassung tritt, um den revolutionären Unruhen in Berlin zu entgehen, in Weimar erstmals zusammen.
- 1922: Im Washingtoner Flottenabkommen verständigen sich die fünf Seemächte Großbritannien, Frankreich, Italien, Japan und die USA auf eine Rüstungsbegrenzung ihrer großen Kriegsschiffe. Der erste Abrüstungsvertrag wird jedoch durch ein bald aufkeimendes Wettrüsten in kleineren Schiffsklassen konterkariert.

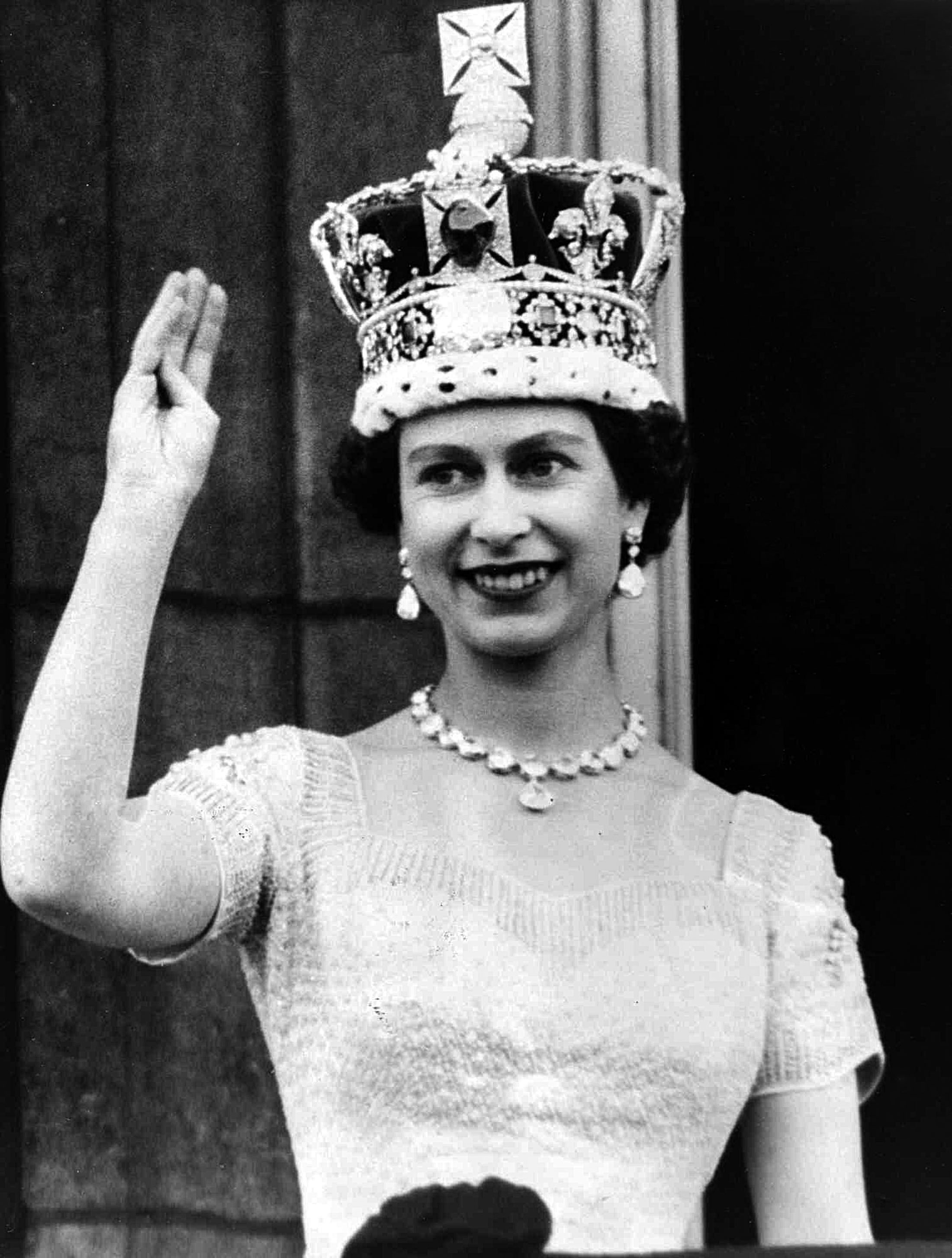
1952: Elisabeth II.

- 1952: Elisabeth II. wird nach dem Tod ihres Vaters Georg VI. Königin und Staatsoberhaupt des Vereinigten Königreichs und verschiedener anderer Länder des Commonwealth. Sie erfährt davon, nachdem sie in Kenia die Nacht im Treetops Hotel verbracht hat.
- 1989: In der polnischen Hauptstadt Warschau findet das erste Treffen am Runden Tisch zwischen der kommunistischen Führung und der Gewerkschaft Solidarność statt. Die Gespräche dauern bis zum 5. April.
- 1998: Frankreichs Präfekt von Korsika, Claude Erignac, wird von korsischen Separatisten ermordet.
- 2000: Zweiter Tschetschenienkrieg: Die russische Armee nimmt nach wochenlanger Belagerung Grosny ein.
- 2000: Bei der Stichwahl zur Wahl des finnischen Staatspräsidenten gewinnt Tarja Halonen, die als erste Frau in dieses Amt gewählt wird.

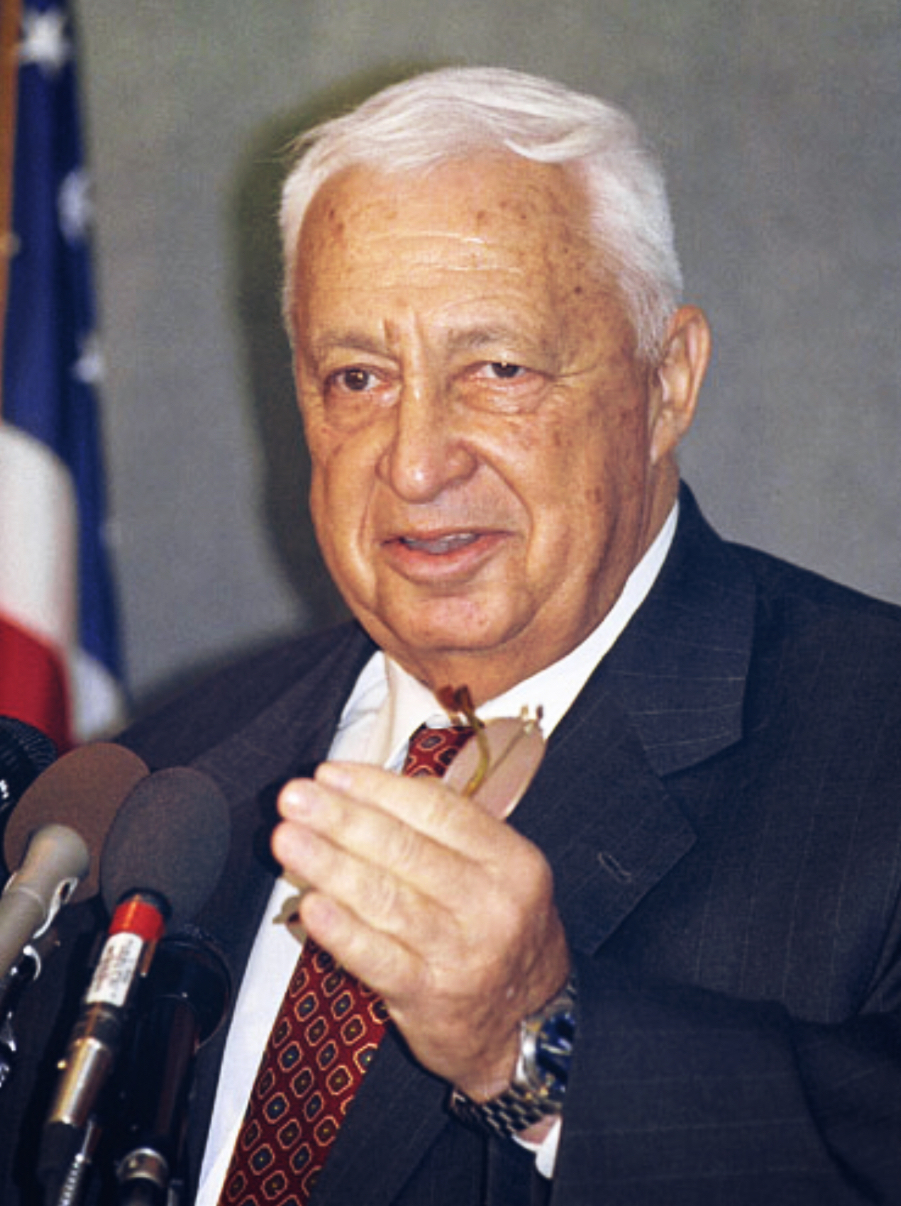
2001: Ariel Scharon

- 2001: Ariel Scharon vom Likud gewinnt die Sonderwahl um das Ministerpräsidentenamt in Israel.
- 2004: Gerhard Schröder kündigt an, den SPD-Parteivorsitz an Franz Müntefering abtreten zu wollen. Formal ist für die Übergabe ein Sonderparteitag notwendig, der am 21. März stattfindet.
- 2024: Olschas Bektenow tritt sein Amt als Premierminister Kasachstans an.

### Wirtschaft
- 1919: Zum ersten Mal starten zweimal täglich Flugzeuge in Berlin-Johannisthal, um Postsendungen zur verfassunggebenden Nationalversammlung in Weimar zu transportieren. Damit beginnt die Geschichte der zivilen Luftpost in Deutschland.

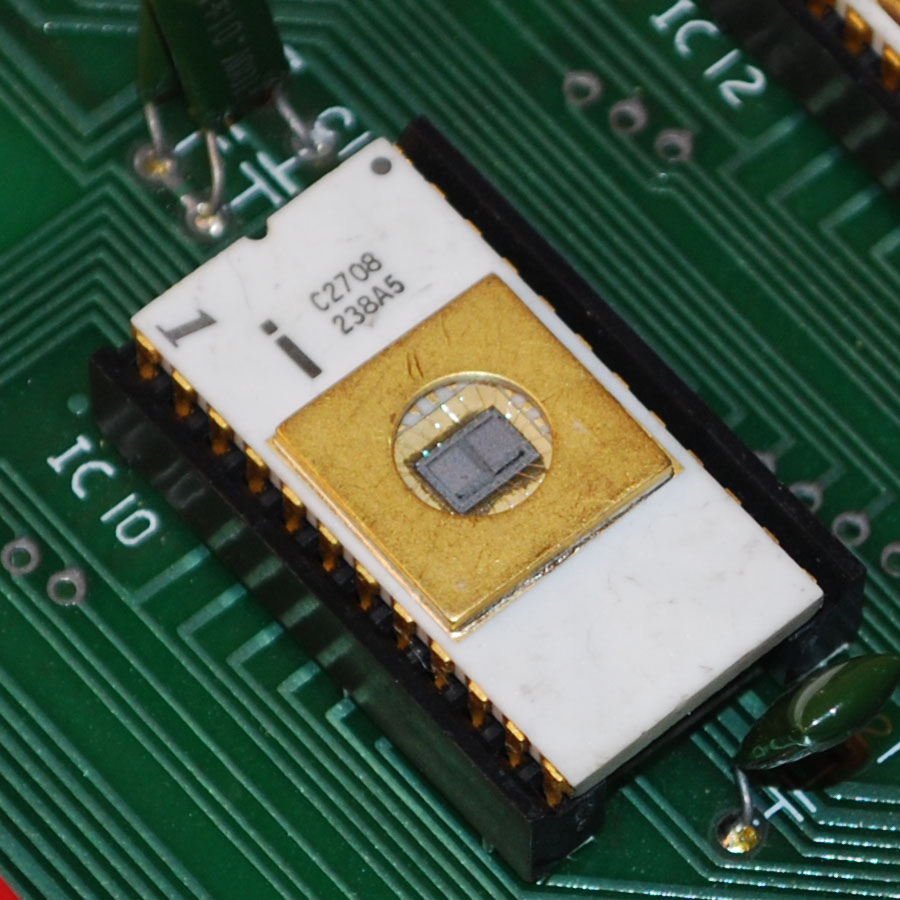
1959: Integrierter Schaltkreis

- 1959: Der US-amerikanische Ingenieur Jack Kilby reicht ein Patent für den ersten integrierten Schaltkreis ein.
- 1963: Der Prototyp der Boeing 727 hat seinen Erstflug.
- 1980: Das Bundesverfassungsgericht stellt fest, dass die friedliche Nutzung der Kernenergie mit dem Grundgesetz für die Bundesrepublik Deutschland vereinbar sei. Eine Verfassungsbeschwerde zum Genehmigungsverfahren für das Kernkraftwerk Mülheim-Kärlich ist erfolglos.

### Wissenschaft und Technik

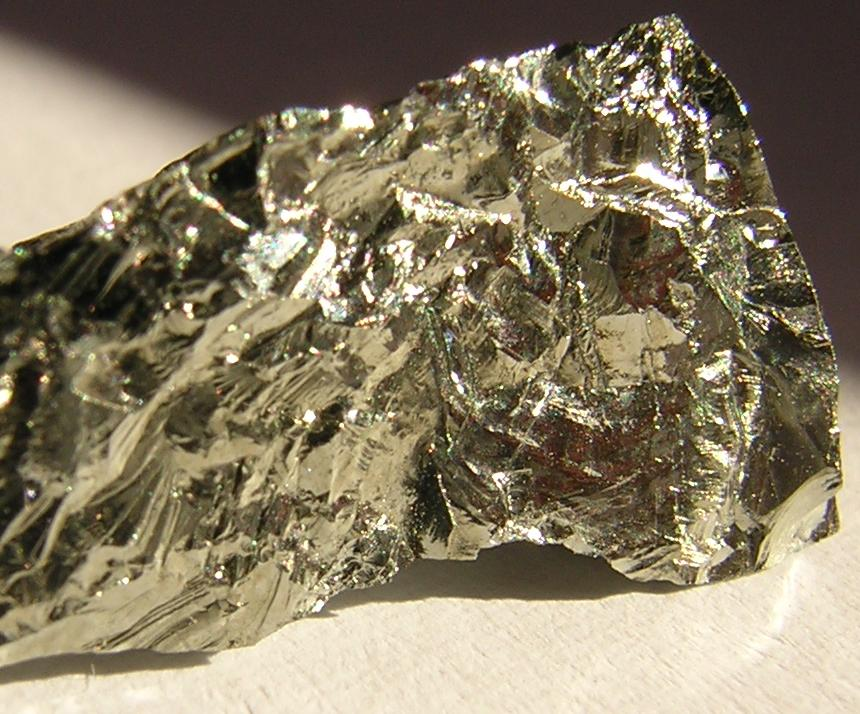
1886: Elementares Germanium

- 1886: Der deutsche Chemiker Clemens Winkler entdeckt bei der Analyse des seltenen Minerals Argyrodit ein weiteres chemisches Element, das er Germanium nennt. Es entspricht dem 15 Jahre früher von Dmitri Mendelejew vorhergesagten Eka-Silicium.

### Kultur
- 1737: Am Kleinen Hoftheater in Wien erfolgt die Uraufführung der Tragikomödie Alessandro in Sidone von Giovanni Bononcini.
- 1746: In Bologna findet die Uraufführung der Oper Caio Mario von Niccolò Jommelli statt.
- 1764: Prinz Franz Xaver gründet als Administrator für seinen Neffen, den noch unmündigen Kurfürsten von Sachsen Friedrich August III. eine Akademie für Malerei in Leipzig, die er der Kunstakademie in Dresden unterstellt.
- 1829: Am Théâtre des Nouveautés in Paris erfolgt die Uraufführung der Oper Le Jeune Propriétaire et le vieux fermier von Adolphe Adam.
- 1900: Im Deutschen Reich wird die Lex Heinze verabschiedet, mit der die öffentliche Darstellung „unsittlicher“ Handlungen in Kunstwerken, Literatur und Theateraufführungen zensiert wird.
- 1959: An der Opéra-Comique in Paris findet die Uraufführung der Oper La voix humaine von Francis Poulenc statt.
- 2002: In Berlin eröffnet der Film Heaven von Tom Tykwer die Internationalen Filmfestspiele.
- 2003: In Berlin eröffnet der Film Chicago von Rob Marshall die Internationalen Filmfestspiele.
- 2009: Der kanadische Spielfilm Polytechnique des Regisseurs Denis Villeneuve, der den Amoklauf an der Polytechnischen Hochschule Montréal 1989 thematisiert, läuft in Kinos in Québec an.

### Gesellschaft
- 1932: Im Calmette-Prozess über das Lübecker Impfunglück, bei dem 77 Kinder infolge eines kontaminierten Tuberkulose-Impfstoffs umgekommen sind, werden die beiden Ärzte Georg Deycke und Ernst Altstaedt wegen fahrlässiger Tötung zu Haftstrafen verurteilt.

### Religion
- 0337: Julius I. wird zum Bischof von Rom gewählt.

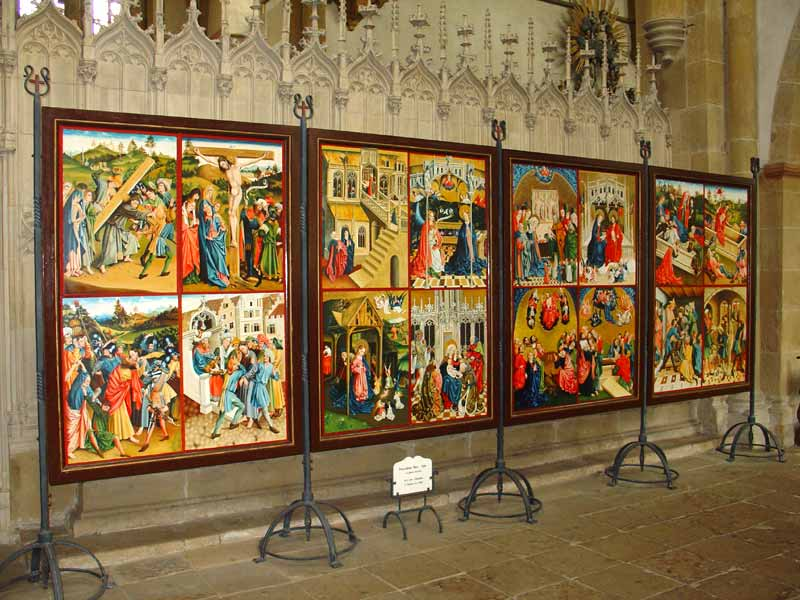
1457: Kopie des Marienfelder Altars

- 1457: In der Zisterzienserabtei Marienfeld wird der Marienfelder Altar aufgestellt.

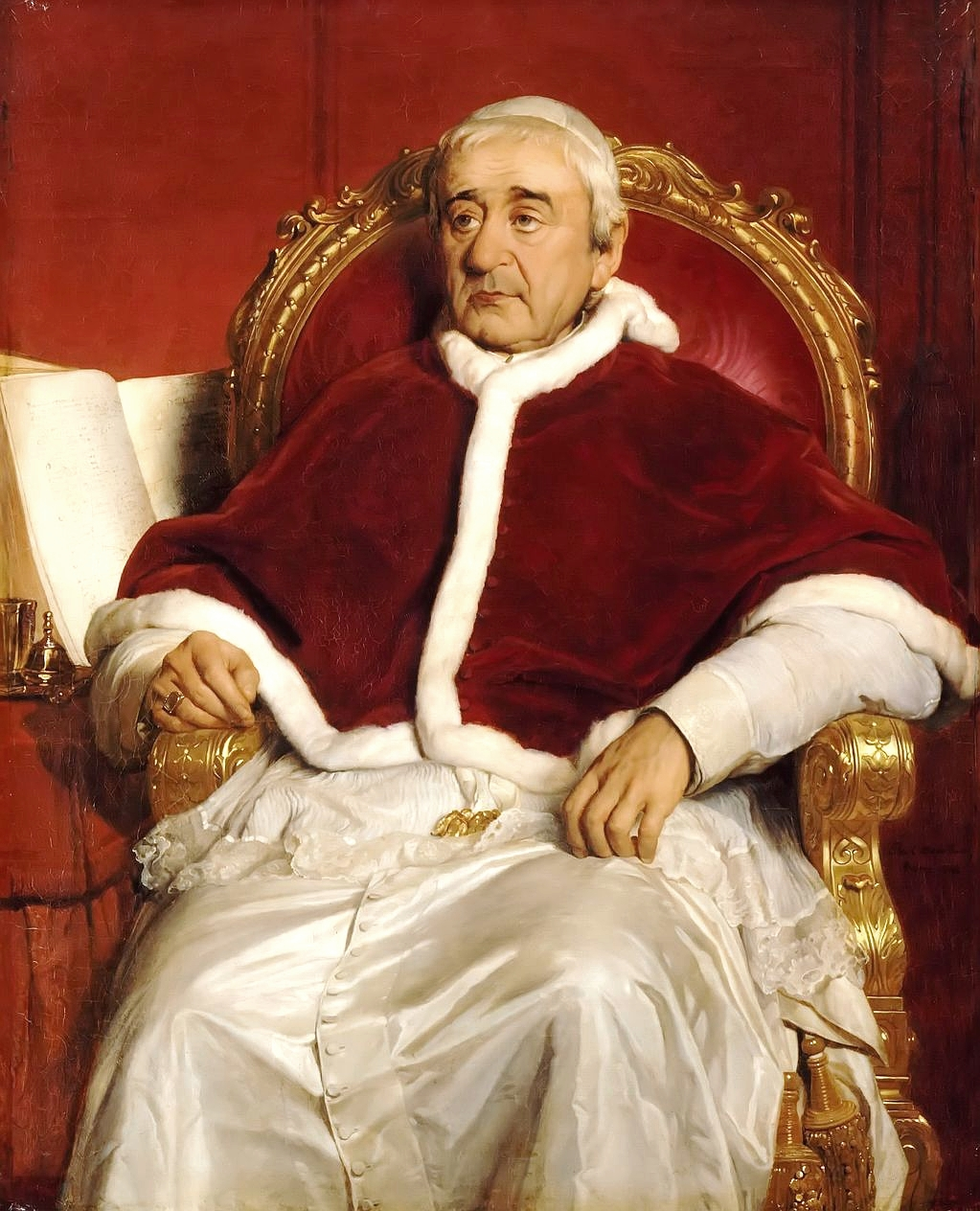
1831: Gregor XVI.

- 1831: Der am 2. Februar gewählte Bartolomeo Alberto Cappellari wird als Gregor XVI. zum Papst gekrönt.
- 1922: Kardinal Achille Ratti wird nach viertägigem Konklave zum Papst gewählt und nimmt den Namen Pius XI. an.

### Katastrophen
- 1958: Bei einer Zwischenlandung auf dem Flughafen München-Riem auf dem Weg von Belgrad nach Manchester verunglückt der British-European-Airways-Flug 609. 23 von 44 Passagieren, darunter fast die gesamte Mannschaft des englischen Fußballklubs Manchester United, kommen ums Leben.
- 1979: In der Bremer Rolandmühle löst ein Kabelbrand die gewaltigste Staubexplosion durch Mehlstaub in der deutschen Geschichte aus. 14 Tote, 17 zum Teil schwer Verletzte und ein Sachschaden von umgerechnet etwa 50 Millionen Euro sind die Folge.

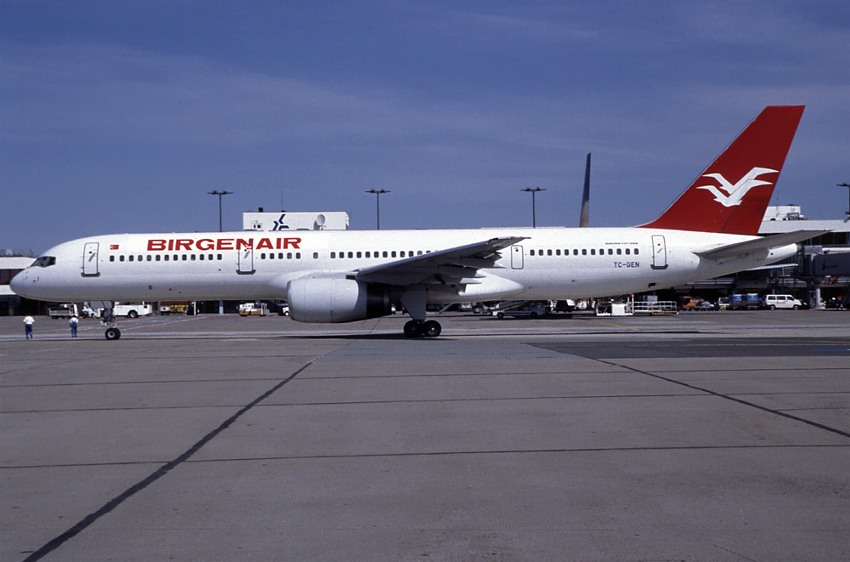
1996: Birgenair-Flug 301

- 1996: Eine Chartermaschine der türkischen Birgenair, eine Boeing 757 mit der Flugnummer 301, stürzt kurz vor Mitternacht Ortszeit nach dem Start vom Flughafen Puerto Plata in der Dominikanischen Republik in den Atlantik. 189 Menschen sterben, darunter 164 deutsche Touristen.
- 1997: Der Staudamm des Lake Opuha in Neuseeland bricht nach starken Regenfällen und setzt 13 Millionen Kubikmeter Wasser frei.
- 1999: Beim Untergang einer indonesischen Fähre vor der Insel Borneo sterben über 300 Menschen.

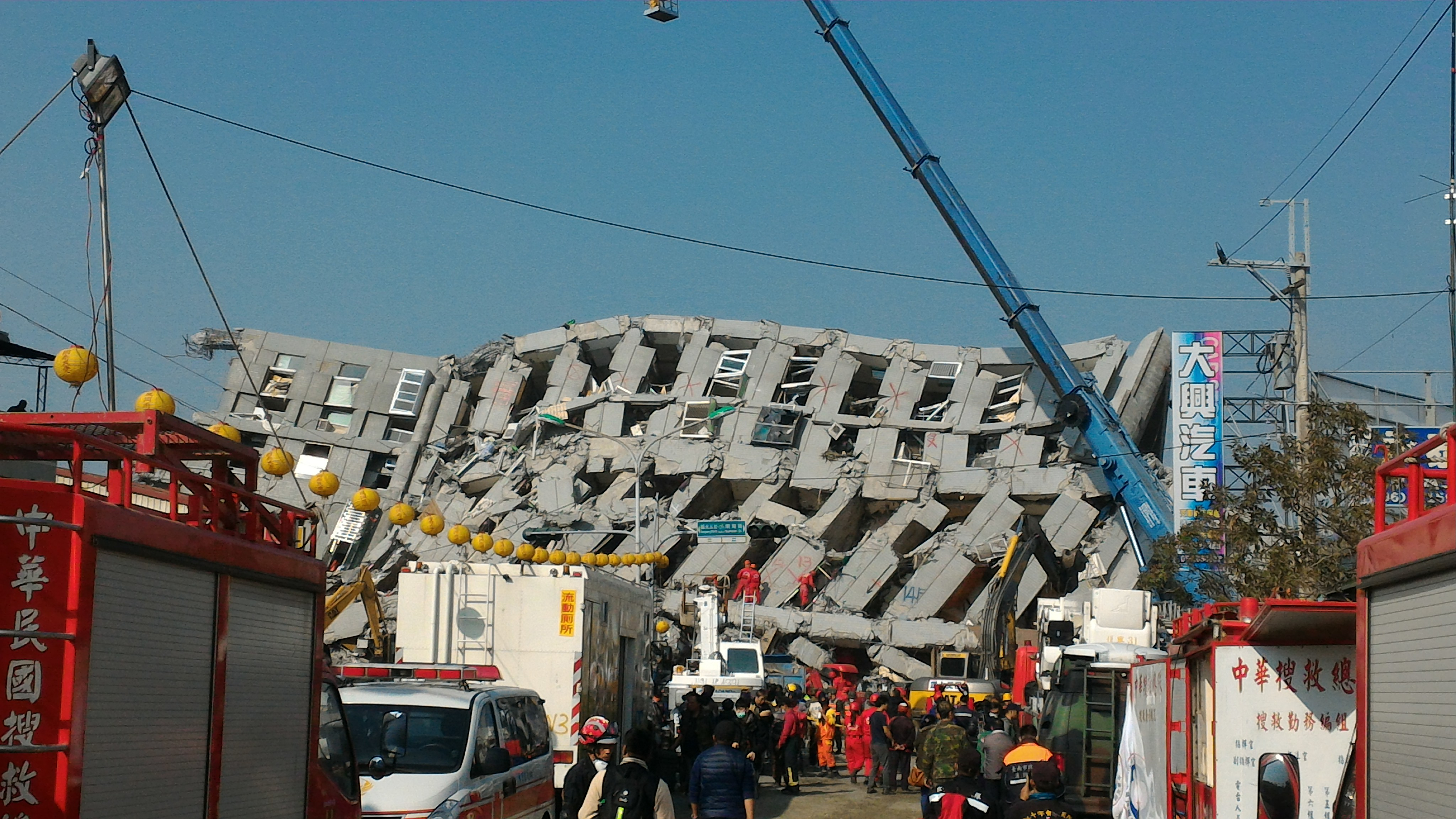
2016: Schäden nach dem Erdbeben

- 2000: Beim Eisenbahnunfall von Brühl kommen neun Menschen ums Leben.
- 2016: Ein Erdbeben mit Epizentrum nahe Kaohsiung fordert mehr als 100 Todesopfer und verursacht massive Schäden auf Taiwan.
- 2023: Zwei Erdbeben an der türkisch-syrischen Grenze mit den Stärken 7,4 und 7,8 Magnitude fordern über 56.800 Tote und mehr als 111.000 Verletzte.

Kleinere Unglücksfälle sind in den Unterartikeln von Katastrophe und in der Liste von Katastrophen aufgeführt.

### Sport

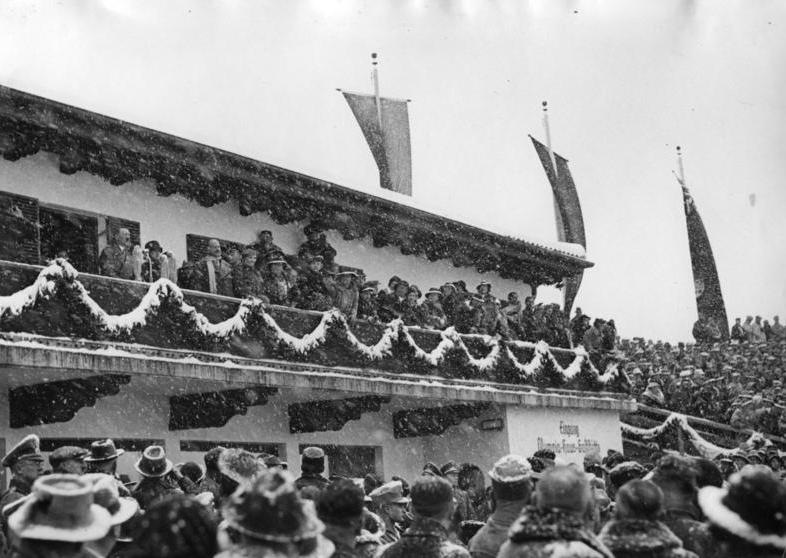
Hitler eröffnet die Winterspiele 1936

- 1936: Adolf Hitler eröffnet in Garmisch-Partenkirchen die IV. Olympischen Winterspiele. Der Skifahrer Willy Bogner spricht den olympischen Eid.

Logo der Winterspiele 1968

- 1968: Der französische Präsident Charles de Gaulle eröffnet die X. Olympischen Winterspiele in Grenoble, bei denen erstmals zwei getrennte deutsche Mannschaften antreten. Der Skirennläufer Léo Lacroix spricht den olympischen Eid, das olympische Feuer wird vom ehemaligen Eiskunstläufer Alain Calmat entzündet.
- 1995: Mit Arantxa Sánchez Vicario rückt die erste Tennisspielerin aus Spanien an die Spitze der Tennisweltrangliste.
- 2012: Der Internationale Sportgerichtshof sperrt den spanischen Radrennfahrer Alberto Contador wegen Dopings für zwei Jahre. Rückwirkend werden ihm der Sieg bei der Tour de France 2010 und beim Giro d’Italia 2011 aberkannt.

Einträge von Leichtathletik-Weltrekorden befinden sich unter der jeweiligen Disziplin unter Leichtathletik.

## Geboren

### Vor dem 18. Jahrhundert
- 0885: Daigo, japanischer Kaiser
- 1347: Dorothea von Montau, Patronin des Deutschen Ordens und Preußens
- 1356: Henry Ferrers, 4. Baron Ferrers of Groby, englischer Adeliger
- 1402: Ludwig I. (der Friedfertige), Landgraf von Hessen
- 1452: Johanna von Portugal, portugiesische Prinzessin aus dem Hause Avis
- 1465: Scipione del Ferro, italienischer Mathematiker
- 1519: Georg IV. Fuchs von Rügheim, Bischof von Bamberg und Fürstbischof des Hochstiftes Bamberg
- 1521: Sebastian Ochsenkun, deutscher Lautenist und Komponist
- 1563: Adam Theodor Siber, deutscher Literaturwissenschaftler, Rhetoriker und Linguist
- 1566: Georg Wecker, deutscher Mediziner und Physiker
- 1577: Beatrice Cenci, römische Patrizierin

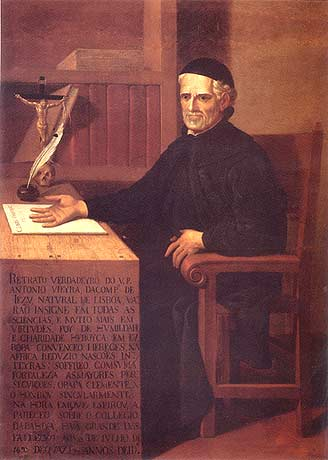
António Vieira (* 1608)

- 1608: António Vieira, portugiesischer katholischer Theologe, Jesuit und Missionar
- 1611: Chongzhen, letzter Kaiser der Ming-Dynastie in China
- 1614: Hans Rudolf Werdmüller, Zürcher General
- 1620: Elisabeth von Baden-Durlach, deutsche Spruchdichterin
- 1630: Lucas van de Poll, niederländischer Rechtswissenschaftler
- 1634: Georg Christian, Fürst von Ostfriesland
- 1639: Daniel Georg Morhof, deutscher Literaturhistoriker und Polyhistor
- 1643: Johann Kasimir Kolb von Wartenberg, preußischer Minister
- 1664: Mustafa II., Sultan des Osmanischen Reiches
- 1665: Anne, Königin von Großbritannien und Irland
- 1675: Johann Friedrich zu Castell-Rüdenhausen, kaiserlicher Geheimer Rat

### 18. Jahrhundert
- 1708: Anna Petrowna, russische Adelige, Tochter Peters des Großen
- 1719: Ferdinand Christoph von Waldburg-Zeil, Fürstbischof von Chiemsee
- 1721: Christian Henrich Heineken, Lübecker Wunderkind
- 1722: Regina Mingotti, italienische Sopranistin
- 1727: David Claparède, Schweizer evangelischer Geistlicher und Hochschullehrer
- 1727: Georg Adam Eger, deutscher Maler
- 1730: Januarius Zick, deutscher Maler und Architekt des Barock
- 1732: Charles Lee, britischer Soldat, General der Kontinentalarmee im Amerikanischen Unabhängigkeitskrieg
- 1732: Jean-Baptiste Duhamel, französischer Dragoneroffizier, ein Hauptakteur im Kampf gegen die „Bestie des Gévaudan“
- 1733: James Duane, Delegierter des Staates New York im Kontinentalkongress
- 1736: Franz Xaver Messerschmidt, deutscher Bildhauer
- 1739: Christian Gottfried Hahmann, deutscher Baumeister
- 1744: Pierre-Joseph Desault, französischer Chirurg
- 1745: Christian Friedrich von Schimonski, preußischer Generalmajor
- 1747: Friedrich Albrecht Ernst von Aweyden, preußischer Justizdirektor und Gutsbesitzer
- 1748: Adam Weishaupt, deutscher Gründer des Ordens der Illuminaten
- 1749: Louis d'Illens, Schweizer Kaufmann und Sklavenhändler
- 1752: Carl Christian Horvath, deutscher Buchhändler und Gründer des Börsenvereins der Deutschen Buchhändler
- 1754: August Nordenskiöld, schwedischer Alchemist und Berghauptmann
- 1756: Aaron Burr, US-amerikanischer Politiker und US-Vizepräsident
- 1758: Johann Baptist Farina, deutscher Unternehmer
- 1767: Saul Ascher, deutscher Schriftsteller
- 1769: Friedrich Jakob Koch, deutscher evangelischer Geistlicher
- 1769: Ludwig von Wallmoden-Gimborn, österreichischer General der Kavallerie

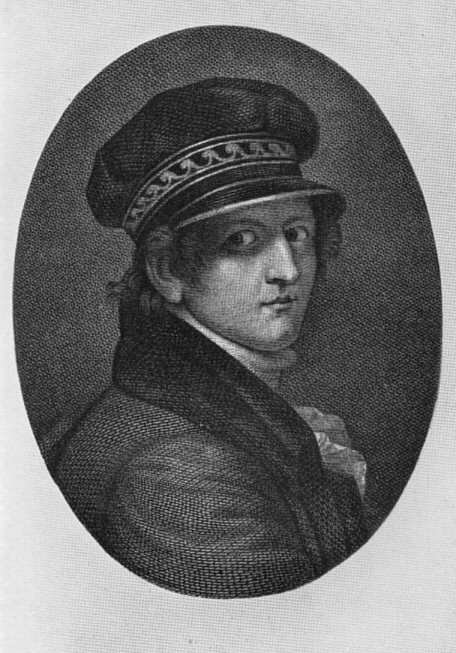
Gerhard von Kügelgen (* 1772)

- 1772: Gerhard von Kügelgen, deutscher Porträt- und Historienmaler
- 1772: Karl von Kügelgen, deutscher Landschafts- und Historienmaler, russischer Hof- und Kabinettmaler
- 1778: Ugo Foscolo, italienischer Dichter
- 1781: John Keane, 1. Baron Keane, britischer General
- 1784: Wilhelm Ferdinand Ermeler, Berliner Industrieller und Geheimer Kommerzienrat
- 1790: John Silva Meehan, US-amerikanischer Leiter der Library of Congress
- 1793: Jakob Josef Eeckhout, belgischer Maler und Lithograf
- 1796: Joseph Karl Anrep-Elmpt, russischer Offizier
- 1797: Joseph von Radowitz, preußischer General und Politiker
- 1799: George Arnott Walker Arnott, schottischer Botaniker
- 1800: Achille Devéria, französischer Maler und Lithograf

### 19. Jahrhundert

#### 1801–1850

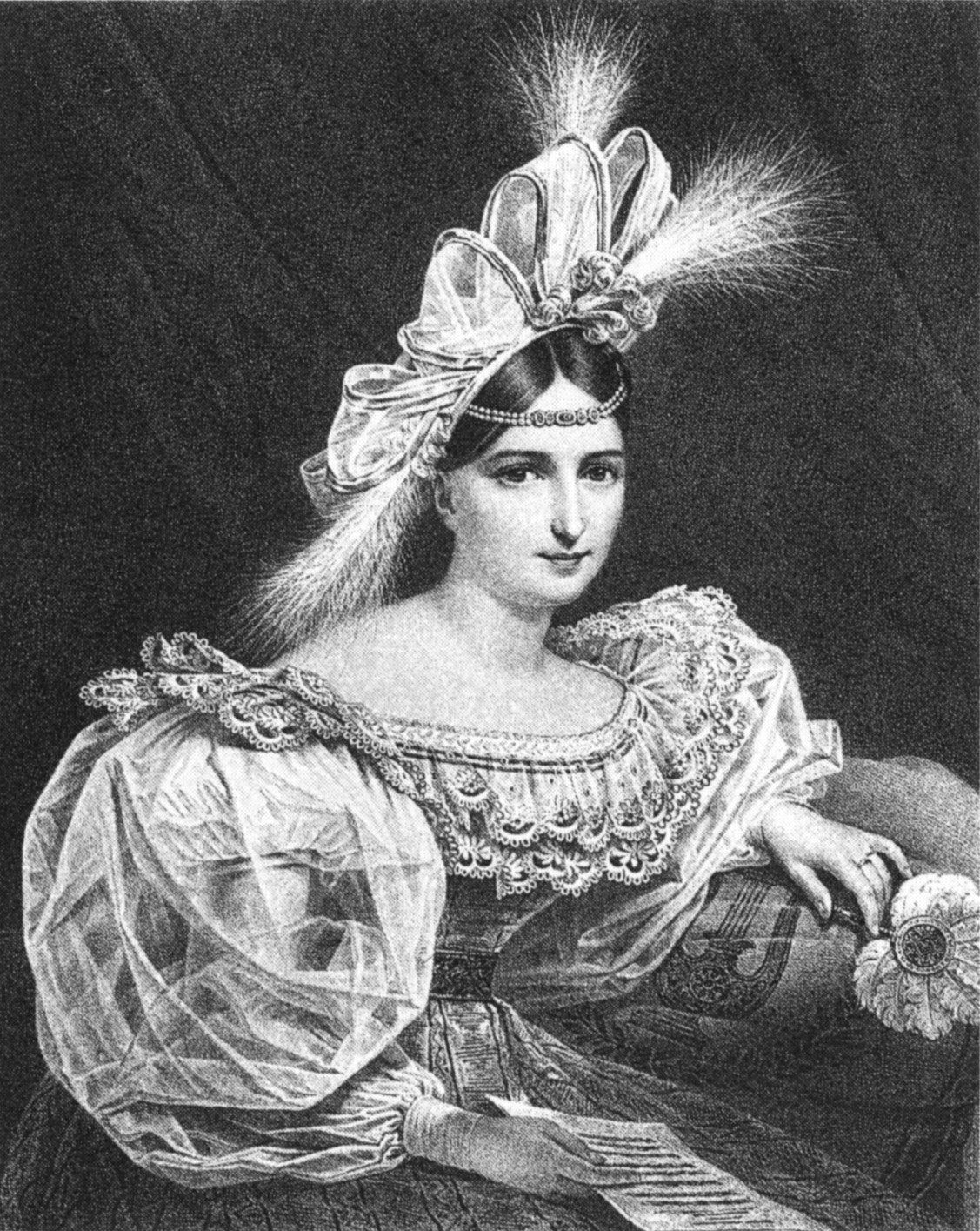
Laure Cinti-Damoreau (* 1801)

- 1801: Laure Cinti-Damoreau, französische Opernsängerin
- 1802: Charles Wheatstone, britischer Physiker
- 1803: Doroteo Vasconcelos Vides, Staatschef von El Salvador
- 1807: Hans Matthison-Hansen, dänischer Komponist und Organist
- 1808: Joseph Emmanuel Ghislain Roulez, belgischer Klassischer Philologe, Archäologe und Epigraphiker
- 1809: Carl August Hube, deutscher Lithograf
- 1809: Jakob Ferdinand Schreiber, deutscher Lithograf und Verleger
- 1811: Robert Berndt, deutscher Jurist, Bürgermeister und Abgeordneter
- 1811: Henry George Liddell, britischer Altphilologe und Lexikograf
- 1812: Berthold Damcke, deutscher Komponist, Pianist, Dirigent
- 1812: Heinrich Kahl, deutscher Instrumentalmusiker und Chorleiter
- 1813: Eduard Michelis, deutscher katholischer Theologe
- 1814: Johann Adä, deutscher Mediziner und Politiker

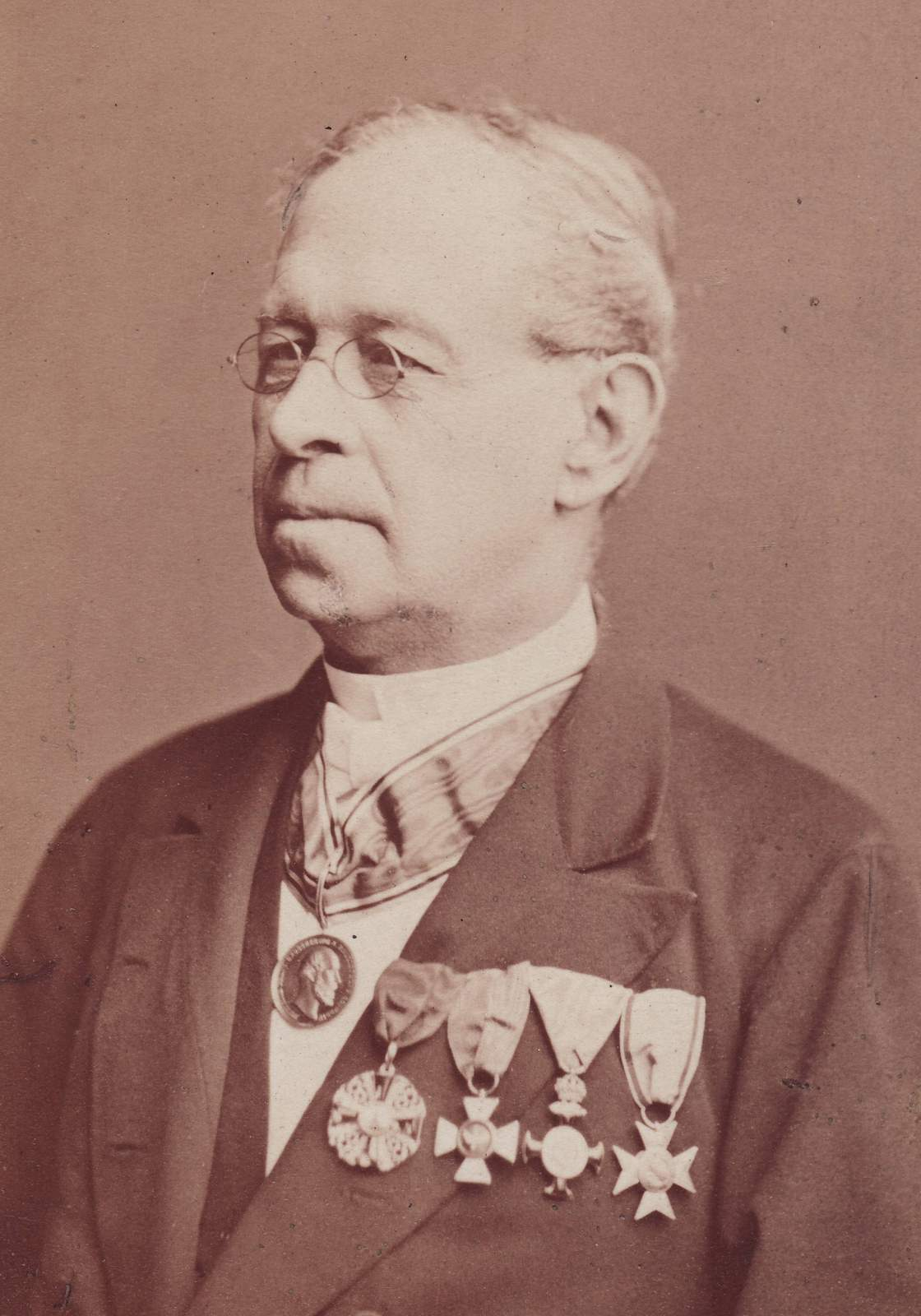
Romuald Božek (* 1814)

- 1814: Romuald Božek, tschechischer Erfinder und Konstrukteur
- 1814: Nicolas Adolphe de Galhau, deutscher Unternehmer und Politiker
- 1814: Franz Adolf Schalch, Schweizer Politiker und Richter
- 1815: George A. Bicknell, US-amerikanischer Politiker
- 1817: August Kindermann, deutscher Opernsänger
- 1818: Karl Aberle, österreichischer Mediziner
- 1818: Henry Litolff, britischer Klaviervirtuose, Komponist und Musikverleger
- 1825: José Julián Acosta, puerto-ricanischer Journalist
- 1828: Emil Arnoldt, deutscher Philosoph und Privatgelehrter

Maria Deraismes († 1828)

- 1828: Maria Deraismes, französische Schriftstellerin
- 1829: Thomas H. Armstrong, US-amerikanischer Politiker
- 1829: Émile Vaudremer, französischer Architekt
- 1830: Daniel Oliver, britischer Botaniker
- 1832: John Brown Gordon, US-amerikanischer Jurist, General der Konföderierten im Sezessionskrieg, Politiker
- 1833: James Ewell Brown Stuart, US-amerikanischer Offizier, General der Konföderierten im Amerikanischen Bürgerkrieg
- 1834: Hermann Aubel, deutscher Maler, Illustrator und Autor
- 1834: Ilma von Murska, kroatische Opernsängerin (Sopran)
- 1834: Wilhelm von Scherff, deutscher Militärschriftsteller
- 1836: Maria Gugelberg von Moos, Schweizer Botanikerin
- 1838: Eduard Hitzig, deutscher Hirnforscher
- 1838: Henry Irving, britischer Schauspieler
- 1839ː Antonie Berl, deutsche Theaterschauspielerin
- 1840: Heinrich Steinemann, Schweizer Landwirt und Politiker

Mary Rudge (* 1842)

- 1842: Mary Rudge, britische Schachweltmeisterin
- 1843: Georg Arnould, deutscher Marine- und Armeemaler
- 1843: Frederic W. H. Myers, britischer Dichter, Kritiker und Essayist
- 1843: Paul Sébillot, französischer Erzählforscher, Maler und Schriftsteller
- 1843ː Alexandra Wiktorowna Potanina, russische Geografin
- 1845: Bernhard von Prittwitz und Gaffron, königlich preußischer Rittmeister, Landesältester von Oberschlesien
- 1845: Ernst Eckstein, deutscher Schriftsteller
- 1846: Karl Haider, deutscher Maler
- 1848: Wilhelm von Finck, deutscher Bankier
- 1849: Hermine Villinger, deutsche Schriftstellerin

#### 1851–1900
- 1851: Hanna Bieber-Böhm, deutsche Frauenrechtlerin und Wegbereiterin der Sozialen Arbeit
- 1852: Conwy Lloyd Morgan, britischer Tierpsychologe
- 1854: Korl Biegemann, deutscher Dichter
- 1859: Jakob Julius David, österreichischer Journalist und Schriftsteller
- 1859: Wilhelm Cohn, deutscher Schachspieler
- 1860: Robert Misch, deutscher Librettist und Schriftsteller

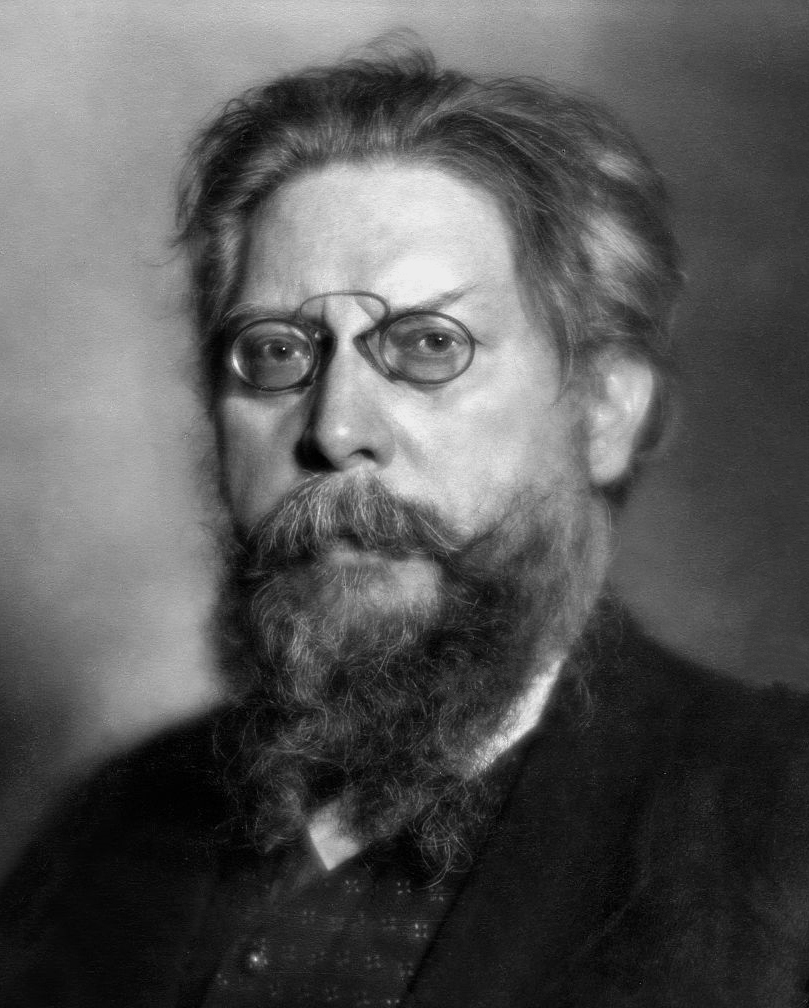
Bruno Wille (* 1860)

- 1860: Bruno Wille, deutscher Philosoph, Journalist und Schriftsteller
- 1861: Nikolai Dmitrijewitsch Selinski, russischer Chemiker
- 1861: George Tyrrell, irischer Theologe
- 1862: Rafaela Serrano Rodríguez, kubanische Pianistin und Musikpädagogin spanischer Herkunft
- 1863: Carl Bössenroth, deutscher Maler
- 1864: John Henry Mackay, schottisch-deutscher Schriftsteller
- 1865: Andrew Crommelin, britischer Astronom
- 1865: Arthur Lemisch, österreichischer Politiker
- 1866: Henri Letocart, französischer Organist und Komponist
- 1867: Richard Lipinski, deutscher Gewerkschafter, Politiker, Schriftsteller und Publizist, MdR, Landesminister, Ministerpräsident
- 1871: Hermann Alois Mayer, deutscher Geschäftsmann, Gesundheitsforscher, Erfinder, Philosoph und Schriftsteller
- 1872: Alfred Mombert, deutscher Schriftsteller
- 1873: Ewald Ovir, deutsch-baltischer Missionar, evangelischer Märtyrer
- 1875: Otto Geßler, deutscher Politiker, Reichswehrminister
- 1875: Walter Hyde, britischer Opernsänger und Gesangspädagoge
- 1876: Eugène-Henri Gravelotte, französischer Fechter
- 1876: Wilhelm Schmidtbonn, deutscher Schriftsteller
- 1876: Ida Weissbartová, tschechisch-jüdisches Opfer des Holocaust
- 1879: Pedro Aguirre Cerda, chilenischer Politiker
- 1879: Adele von Finck, deutsche Malerin
- 1879: Othon Friesz, französischer Maler
- 1879: Neville Bulwer-Lytton, 3. Earl of Lytton, britischer Offizier, Sportler und Maler

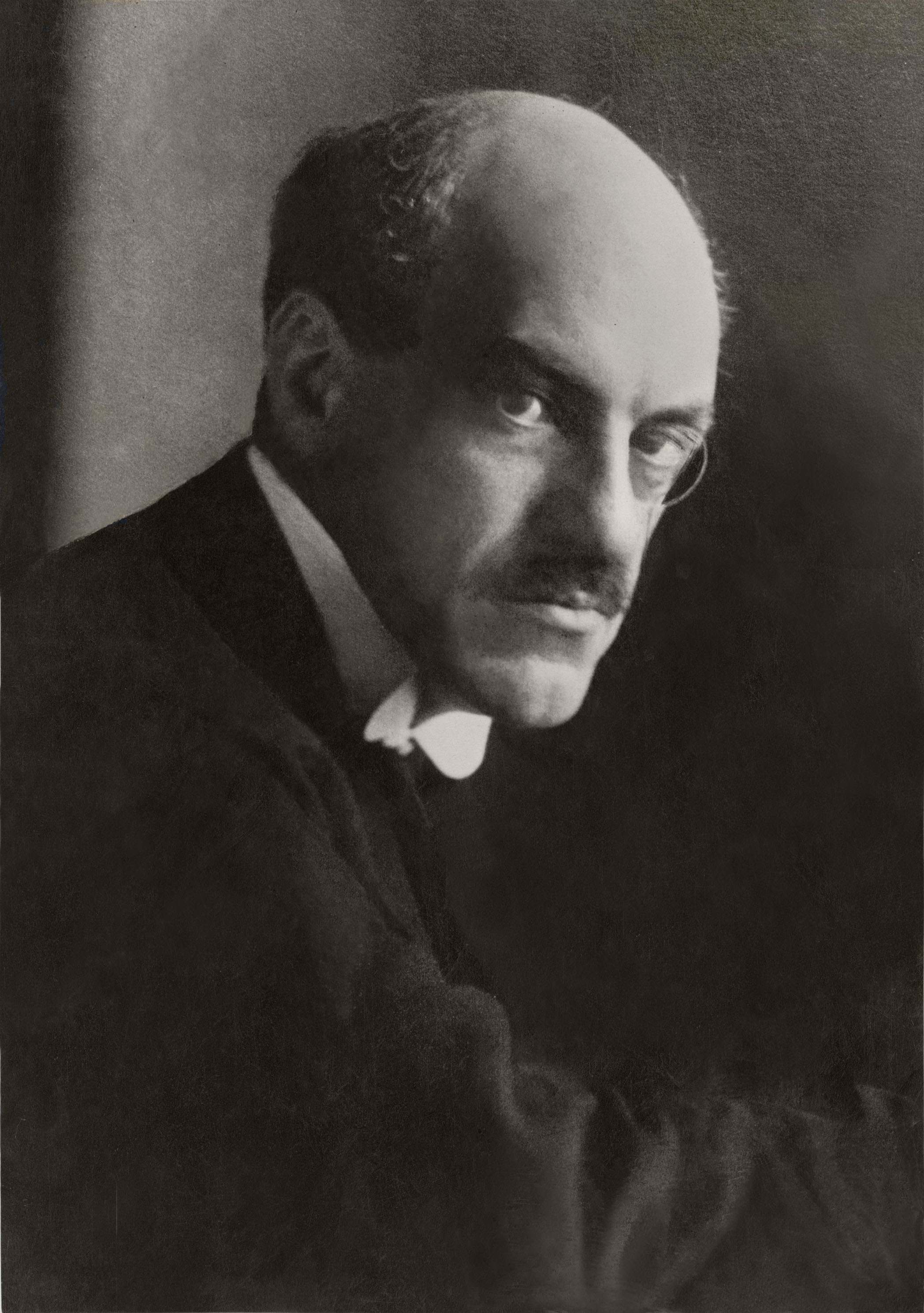
Edwin Samuel Montagu (* 1879)

- 1879: Edwin Samuel Montagu, britischer Politiker
- 1879: Carl Ramsauer, deutscher Physiker
- 1880: Alexander von Bernus, deutscher Schriftsteller
- 1881: Bruno Italiener, deutscher Rabbiner
- 1881: Karl Weigl, österreichisch-US-amerikanischer Komponist
- 1882: Anne Spencer, US-amerikanische Schriftstellerin
- 1883: Isaak Abelin, Schweizer Chemiker, Pharmazeut und Hochschullehrer
- 1883: Luigi Gibezzi, italienischer Ingenieur, Fußballspieler und -funktionär
- 1883: Dmitri Pawlowitsch Grigorowitsch, sowjetischer Flugzeugkonstrukteur
- 1883: Frederick Hulford, britischer Leichtathlet
- 1883: Carl Arthur Richter, Schweizer Komponist und Dirigent
- 1884: Hedwig Hintze, deutsche Neuzeithistorikerin
- 1885: Jo Eshuijs, niederländischer Fußballspieler
- 1886: Sergio Corazzini, italienischer Dichter
- 1886: Dorothea Maetzel-Johannsen, deutsche Malerin
- 1887: Josef Frings, deutscher Theologe, Kardinal und Erzbischof von Köln
- 1888: Oscar Gans, deutscher Dermatologe
- 1889: Hans Bellée, deutscher Archivar und Historiker
- 1889: Elmo Lincoln, US-amerikanischer Schauspieler
- 1890: Ernst Wilhelm Lotz, deutscher Lyriker
- 1891: Robert Bratschi, Schweizer Politiker, Gewerkschafter und Bahnbeamter
- 1891: Birger Dahlerus, schwedischer Großindustrieller
- 1891: Emil Schibli, Schweizer Buchhändler, Lehrer und Schriftsteller
- 1892: Carl von Braitenberg, Südtiroler Politiker
- 1892: William Parry Murphy, US-amerikanischer Arzt, Nobelpreisträger
- 1892: Karl Zech, deutscher SS-Gruppenführer und Reichstagsabgeordneter
- 1893: Franz Arnold, österreichischer Kirchenrechtler
- 1893: Grete Fischer, österreichisch-britische Journalistin und Pädagogin
- 1893: Muhammad Zafrullah Khan, pakistanischer Politiker, Außenminister, Präsident des Internationalen Gerichtshofes und der UN-Generalversammlung
- 1893: Ernst Wyss, Schweizer Staatsbeamter
- 1894: Richard Merrill Atkinson, US-amerikanischer Politiker
- 1895: Sepp Allgeier, deutscher Kameramann und Fotograf
- 1895: Franz Radziwill, deutscher Maler
- 1895: Babe Ruth, deutschstämmiger US-amerikanischer Baseballspieler
- 1895: Ferdinand Peroutka, tschechischer Schriftsteller, Dramaturg und Publizist
- 1895: Kurt Wolff, deutscher Jagdflieger im Ersten Weltkrieg
- 1896: Peter Kollwitz, jugendlicher deutscher Maler
- 1897: Louis Buchalter, US-amerikanischer Verbrecher in New York
- 1897: Alberto Cavalcanti, brasilianischer Filmregisseur und -produzent
- 1897: Humphrey Davy Findley Kitto, britischer Altphilologe
- 1898: Erna Sack, deutsche Sängerin (Sopran)
- 1899: Sergei Martinson, sowjetischer Schauspieler
- 1899: Ramón Novarro, mexikanisch-US-amerikanischer Stummfilmstar
- 1900: Qian Xingcun, chinesischer Literaturwissenschaftler
- 1900: Roy Smeck, US-amerikanischer Gitarrist
- 1900: Rüdiger Syberberg, deutscher Schriftsteller und Dramatiker

### 20. Jahrhundert

#### 1901–1925
- 1902ː Juliane Freiin von Campenhausen, deutsche Politikerin
- 1902: Robert Dannemann, deutscher Politiker, MdB
- 1902: Rudolf Eickhoff, deutscher Politiker, MdB, MdL

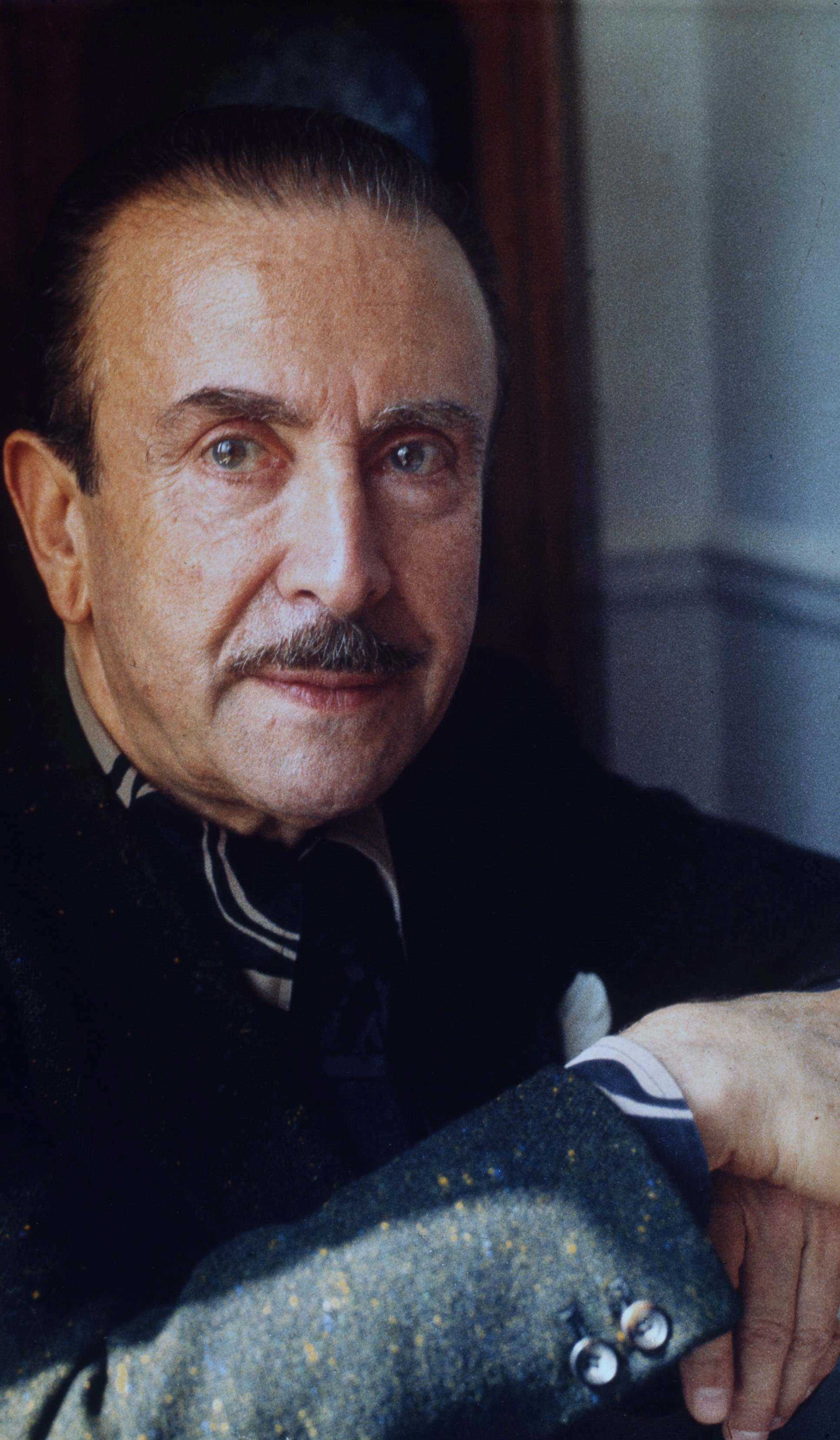
Claudio Arrau (* 1903)

- 1903: Claudio Arrau, chilenischer Pianist
- 1903: Egon von Vietinghoff, deutscher Maler, Fachbuchautor und Philosoph
- 1904: Theo Balden, deutscher Bildhauer und Grafiker
- 1905: Władysław Gomułka, polnischer Politiker, Minister, Generalsekretär der Polnischen Vereinigten Arbeiterpartei
- 1905: Irmgard Keun, deutsche Schriftstellerin
- 1905: Alice Roth, Schweizer Mathematikerin
- 1906: Tommy Wisdom, britischer Automobilrennfahrer und Journalist
- 1907: Hansjochem Autrum, deutscher Zoologe
- 1907: Erich Dorn, deutscher Radsportler
- 1907: Kamei Katsuichirō, japanischer Schriftsteller und Literaturkritiker
- 1907: Paul Lemmerz, deutscher Räderfabrikant und Mäzen aus Königswinter
- 1908: Richard Fritz Behrendt, deutscher Soziologe
- 1908: Gitta von Cetto, deutsche Schriftstellerin und Journalistin
- 1908: Edgar Dittmar, deutscher Segelflieger
- 1908: Amintore Fanfani, italienischer Politiker, Ministerpräsident
- 1908: Ulrich Paul Albert Graf, deutscher Mathematiker
- 1908: Edward Lansdale, US-amerikanischer Offizier
- 1908: Hans Richnow, deutscher Motorradrennfahrer
- 1910: Vera Brühne, deutsche Doppelmörderin
- 1910: Siegfried Eifrig, deutscher Leichtathlet, Fackelträger bei den Olympischen Spielen 1936
- 1910: Elfriede Seppi, deutsche Politikerin, MdB

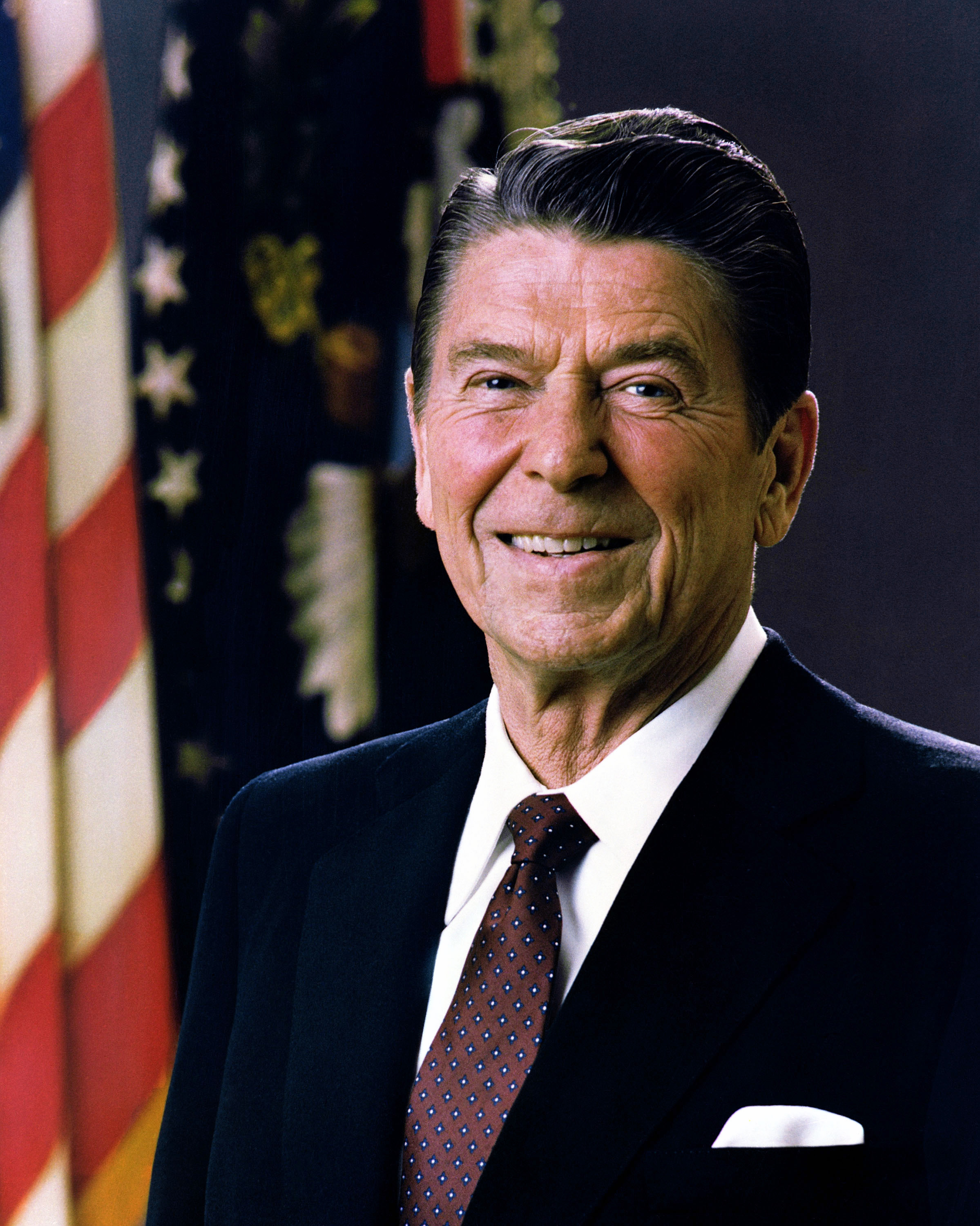
Ronald Reagan (* 1911)

- 1911: Ronald Reagan, US-amerikanischer Schauspieler und Politiker, Gouverneur von Kalifornien, 40. US-Präsident
- 1912: Eva Braun, deutsche Fotolaborantin, Lebensgefährtin von Adolf Hitler
- 1912: Odorico Sáiz, spanischer römisch-katholischer Bischof
- 1913: Mary Leakey, britische Archäologin
- 1913: Lutz Theen, deutscher Maler
- 1914: Karlgeorg Hoefer, deutscher Typograph und Kalligraph
- 1914: Walter Lütgehetmann, deutscher Karambolagespieler, Welt- und Europameister
- 1914: Jean Majerus, luxemburgischer Radsportler
- 1914: Thurl Ravenscroft, US-amerikanischer Basssänger, Synchronsprecher und Schauspieler
- 1915: Ingeborg Vahle-Giessler, deutsche Malerin und Grafikerin
- 1916: Jean-Pierre Campredon, französischer Diplomat
- 1916: Clifford Griffith, US-amerikanischer Automobilrennfahrer
- 1917: Emmanuela Aichinger, deutsche Äbtissin des Klosters Tettenweis
- 1917: Zsa Zsa Gabor, US-amerikanisch-ungarische Schauspielerin
- 1917: Hermann Schmidt, deutscher Politiker, MdL, MdB
- 1918: Lothar-Günther Buchheim, deutscher Schriftsteller, Maler, Kunstsammler und Verleger
- 1918: Johnny Tyler, US-amerikanischer Country-Musiker
- 1919: Josef Stalder, Schweizer Turner
- 1920: Ruth Deutsch Lechuga, österreichische Ärztin, Anthropologin und Fotografin
- 1920: Max Mannheimer, jüdischer Kaufmann, Buchautor und Maler, Überlebender des Holocaust
- 1921: Angelo Cuniberti, italienischer Apostolischer Vikar in Kolumbien
- 1921: Bob Scott, neuseeländischer Rugby-Union-Spieler

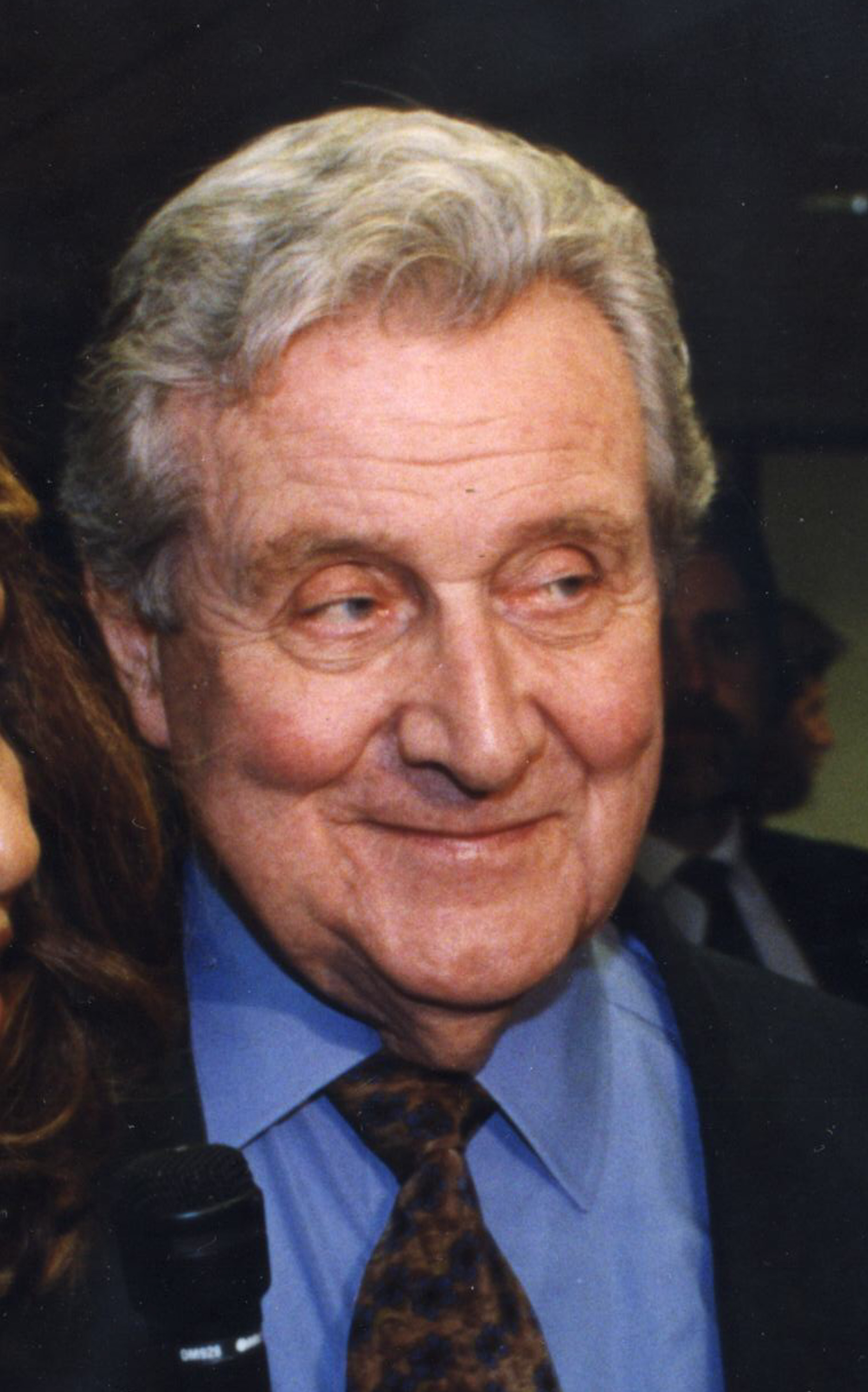
Patrick Macnee (* 1922)

- 1922: Patrick Macnee, britischer Schauspieler
- 1922: Bruno Tetzner, deutscher Kirchenmusiker und Musikpädagoge
- 1922: Haskell Wexler, US-amerikanischer Kameramann
- 1923: Gyula Lóránt, ungarischer Fußballspieler und -trainer
- 1924: Ivo Garrani, italienischer Schauspieler
- 1924: Jin Yong, chinesischer Schriftsteller und Sinologe
- 1924: Sammy Nestico, US-amerikanischer Jazz-Musiker, Komponist, Arrangeur
- 1924: Chuck Parsons, US-amerikanischer Automobilrennfahrer
- 1924: Argentina Santos, portugiesische Fadosängerin
- 1924: Paolo Volponi, italienischer Schriftsteller
- 1924: Billy Wright, englischer Fußballspieler
- 1925ː Belina, polnisch-deutsch-französische Folk-Sängerin
- 1925: Perry A. Chapdelaine, US-amerikanischer Science-Fiction-Autor
- 1925: Wolfgang Dietrich, deutscher ev. Religionspädagoge, Hochschullehrer und Autor
- 1925: Wolfgang Hammerschmidt, deutscher Dramaturg
- 1925: Pramoedya Ananta Toer, indonesischer Schriftsteller

#### 1926–1950
- 1926: Helmut Adamzyk, deutscher Politiker
- 1926: Otto Austad, norwegischer Skispringer
- 1926: Amélia Christinat, Schweizer Nationalrätin und Frauenrechtlerin
- 1926ː Elisabeth Guttenberger, deutsche Sinto und Überlebende des Porajmos
- 1926: Julie Ann Jardine, US-amerikanische Autorin und Tänzerin
- 1926: Erik S. Klein, deutscher Schauspieler
- 1926: Jean-Bernard Raimond, französischer Politiker und Diplomat
- 1926: Lothar Zenetti, deutscher Theologe und Schriftsteller
- 1927: Alexandru Apolzan, rumänischer Fußballspieler
- 1927: George Froscher, deutscher Schauspieler, Tänzer, Bühnenbildner, Choreograf, Theaterregisseur und -leiter
- 1927: Charles Gerhardt, US-amerikanischer Dirigent, Arrangeur, Toningenieur und Musikproduzent
- 1927: Felix Gerritzen, deutscher Fußballspieler
- 1927: Siegfried Jankowski, deutscher Politiker, MdL
- 1927: Manfred Mautner Markhof junior, österreichischer Unternehmer und Politiker

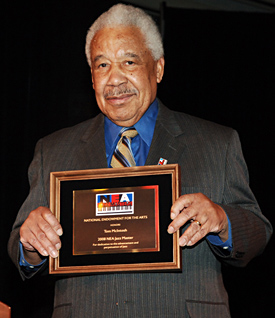
Tom McIntosh (* 1927)

- 1927: Tom McIntosh, US-amerikanischer Jazzmusiker und Komponist
- 1927: Egon Morbitzer, deutscher Geiger
- 1927: Friedel Münch, deutscher Motorradkonstrukteur
- 1927: Fritz Rößling, deutscher Fußballspieler und -trainer
- 1927: Hans-Bernhard Wuermeling, deutscher Rechtsmediziner
- 1928: Walter Auffenberg, US-amerikanischer Biologe
- 1928: Hans-Eckehard Bahr, deutscher ev. Theologe
- 1928: Sjel de Bruijckere, niederländischer Fußballspieler
- 1928: Arno Esch, deutscher Politiker, Opfer der DDR-Diktatur und des Stalinismus
- 1928: Allan Meltzer, US-amerikanischer Wirtschaftswissenschaftler
- 1928: Chen Xilu, chinesischer katholischer Bischof

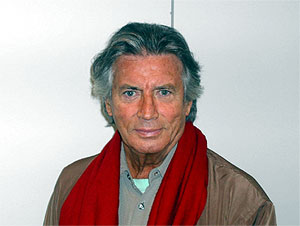
Pierre Brice (* 1929)

- 1929: Pierre Brice, französischer Schauspieler und Sänger
- 1929: Benbow Bullock, US-amerikanischer Bildhauer
- 1929: Geraldo Holanda Cavalcanti, brasilianischer Schriftsteller, Übersetzer und Diplomat
- 1929: Uwe Holmer, deutscher Theologe
- 1929: Sixten Jernberg, schwedischer Skilangläufer
- 1929: Manfred Roeder, deutscher Rechtsanwalt, Holocaustleugner
- 1930: Rafael Alfaro, spanischer Ordenspriester und Dichter
- 1930: Lionel Blue, britischer Rabbiner, Autor, Journalist und Fernsehmoderator
- 1930: Rolf Eden, deutscher Geschäftsmann und Nachtclubbesitzer
- 1930: Allan King, kanadischer Filmregisseur
- 1930: Jun Kondō, japanischer Physiker
- 1930: Amei-Angelika Müller, deutsche Schriftstellerin
- 1930: Alexander Iwanowitsch Pirumow, armenisch-russischer Komponist und Musikpädagoge

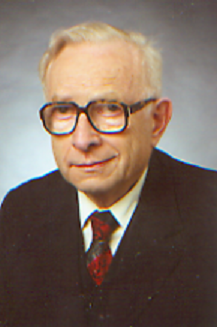
Richard M. Weiner (* 1930)

- 1930: Richard M. Weiner, rumänisch-deutscher theoretischer Physiker und Schriftsteller
- 1930: Horst Witterstein, deutscher Boxer
- 1931: Aly Dioum, senegalesischer Journalist und Diplomat
- 1931: Maria Mies, deutsche Soziologin
- 1931: Mamie Van Doren, US-amerikanische Schauspielerin
- 1931: Heinz Kahlau, deutscher Lyriker
- 1931: Paul Lange, deutscher Kanute
- 1931: Hans Schuierer, deutscher Landrat
- 1931: Rip Torn, US-amerikanischer Schauspieler
- 1931: Ricardo J. Vidal, philippinischer Priester, Erzbischof von Cebu und Kardinal
- 1931: René Villiger, Schweizer Künstler und Grafiker

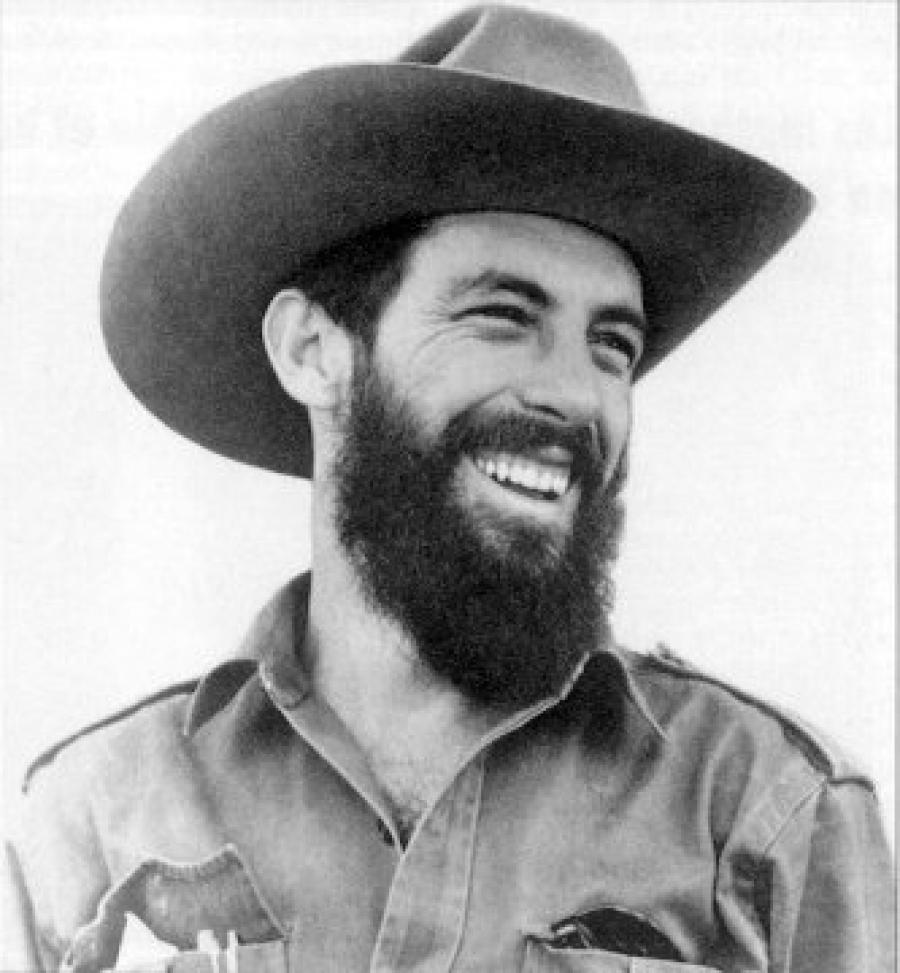
Camilo Cienfuegos (* 1932)

- 1932: Camilo Cienfuegos, kubanischer Revolutionär
- 1932: Ernst Haag, deutscher Theologe
- 1932: Ernst Herhaus, deutscher Schriftsteller
- 1932: Hans Holländer, deutscher Kunsthistoriker
- 1932: Abdel-Halim Khafagy, ägyptischer Autor und Herausgeber
- 1932: Olavio López Duque, kolumbianischer Apostolischer Vikar
- 1932: Heinz-Klaus Metzger, deutscher Musiktheoretiker und Musikkritiker

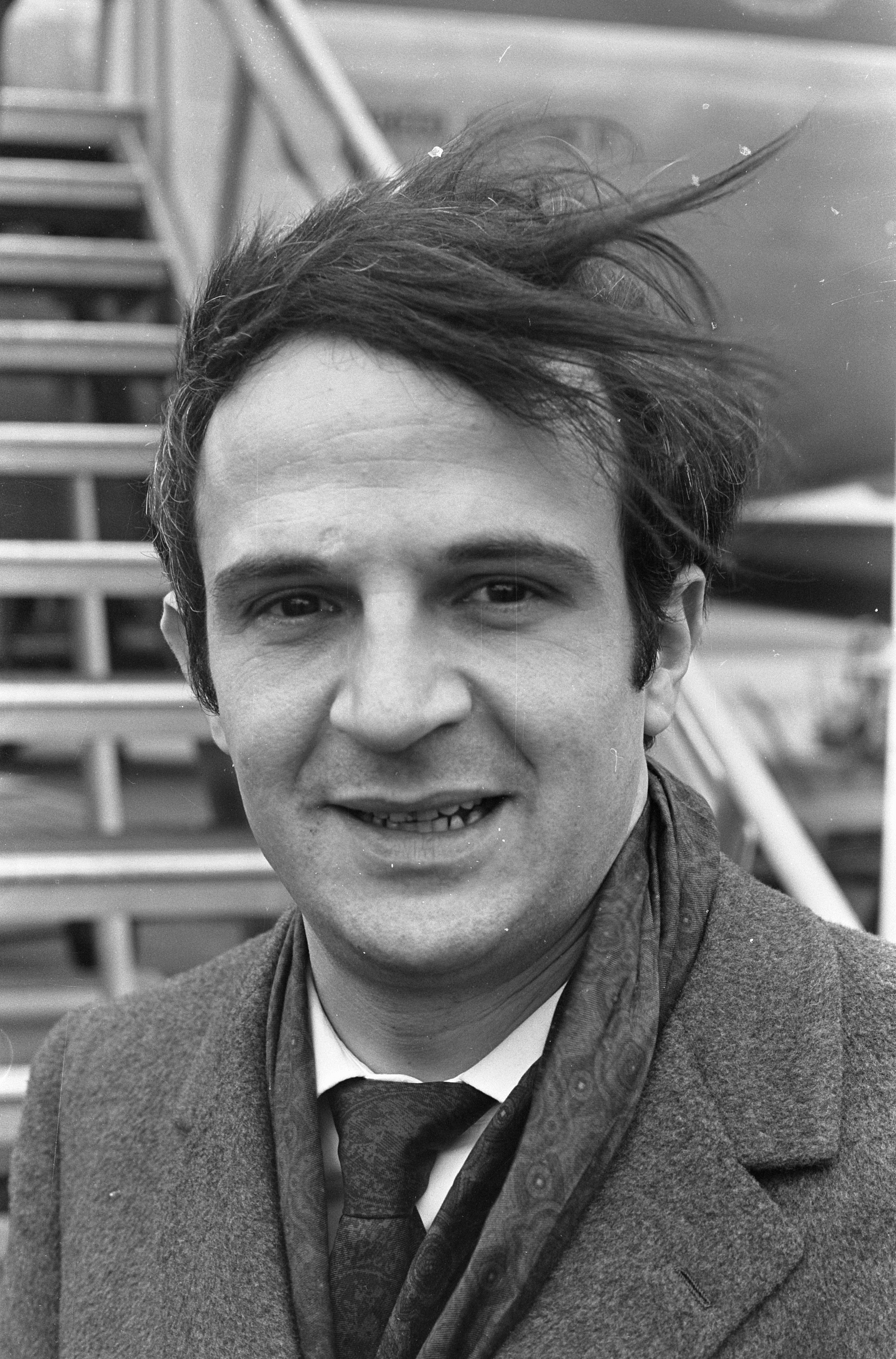
François Truffaut (* 1932)

- 1932: François Truffaut, französischer Regisseur, Filmkritiker, Schauspieler und Produzent
- 1933: Jon Bluming, niederländischer Kampfsportler und -künstler
- 1933: Manfred H. Grieb, deutscher Unternehmer, Kunstsammler und Herausgeber
- 1933: Hans Haberhauffe, deutscher Handballspieler sowie Handball- und Fußballtrainer
- 1933: Claus Leitzmann, deutscher Ernährungswissenschaftler
- 1933: Leona Siebenschön, deutsche Journalistin und Schriftstellerin
- 1933: Michel Vovelle, französischer Historiker
- 1934: József Bielek, ungarischer Politiker
- 1934: Vern Ehlers, US-amerikanischer Politiker
- 1934: Josef Grafeneder, österreichischer Pfarrer und Autor
- 1934: Yoshihiko Ikegami, japanischer Sprach- und Literaturwissenschaftler

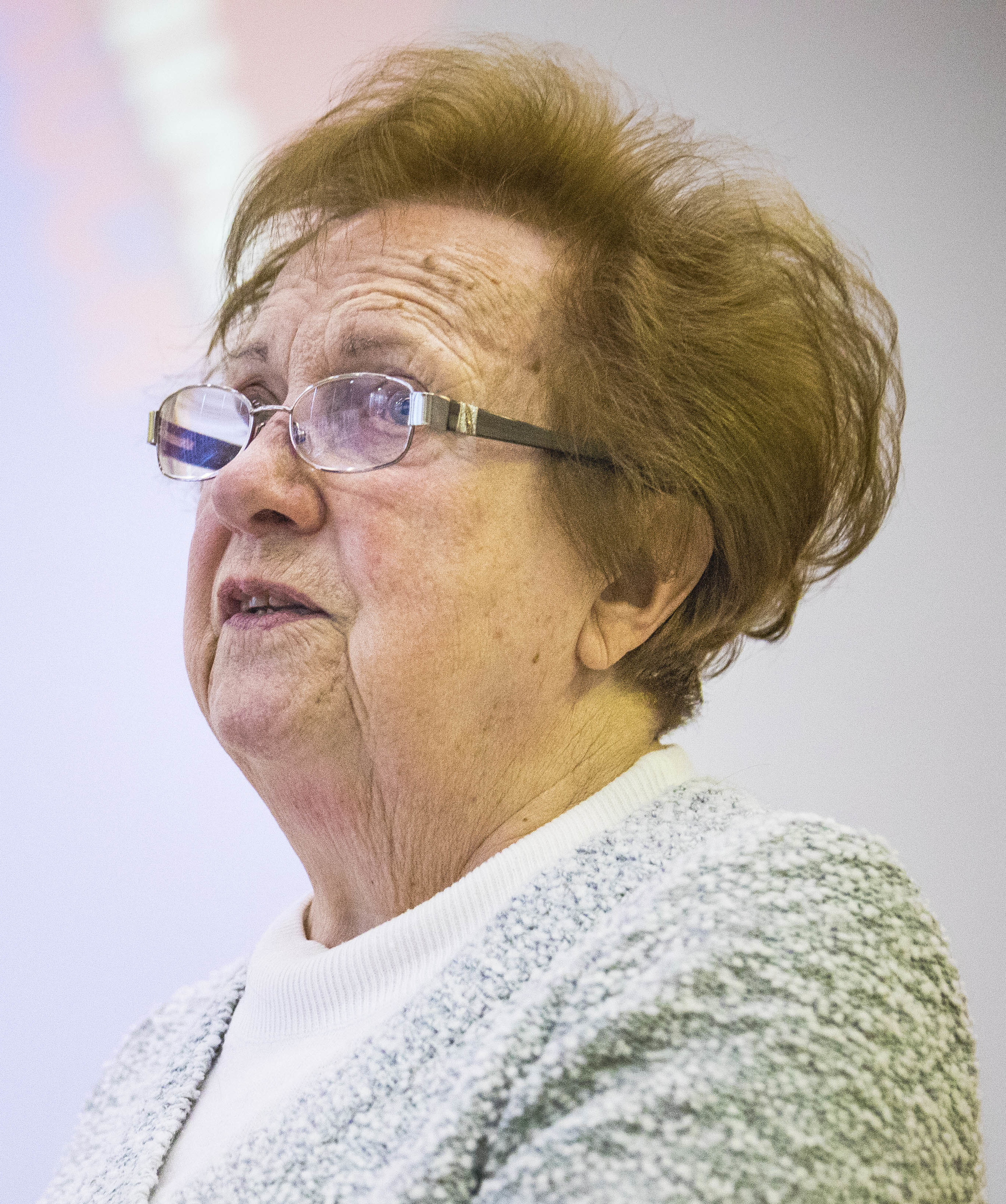
Annelies Laschitza (1934)

- 1934: Annelies Laschitza, deutsche Historikerin
- 1934: Tomoko Yoshida, japanische Schriftstellerin
- 1935: Bruno Hillebrand, deutscher Literaturwissenschaftler und Schriftsteller
- 1935: Anne Marie Moss, kanadische Jazzsängerin
- 1935: Peter Thom, deutscher Schauspieler
- 1935: Günther Werschy, deutscher Fußballspieler und -trainer
- 1936: Max Zihlmann, Schweizer Drehbuchautor
- 1937: Eckhart Dietrich, deutscher Richter
- 1937: Karl Drößler, deutscher Fußballspieler und Biologiewissenschaftler
- 1937: Rudolf Heinz, deutscher Philosoph, Psychoanalytiker und Musikwissenschaftler
- 1938: Jón Páll Bjarnason, isländischer Jazzgitarrist

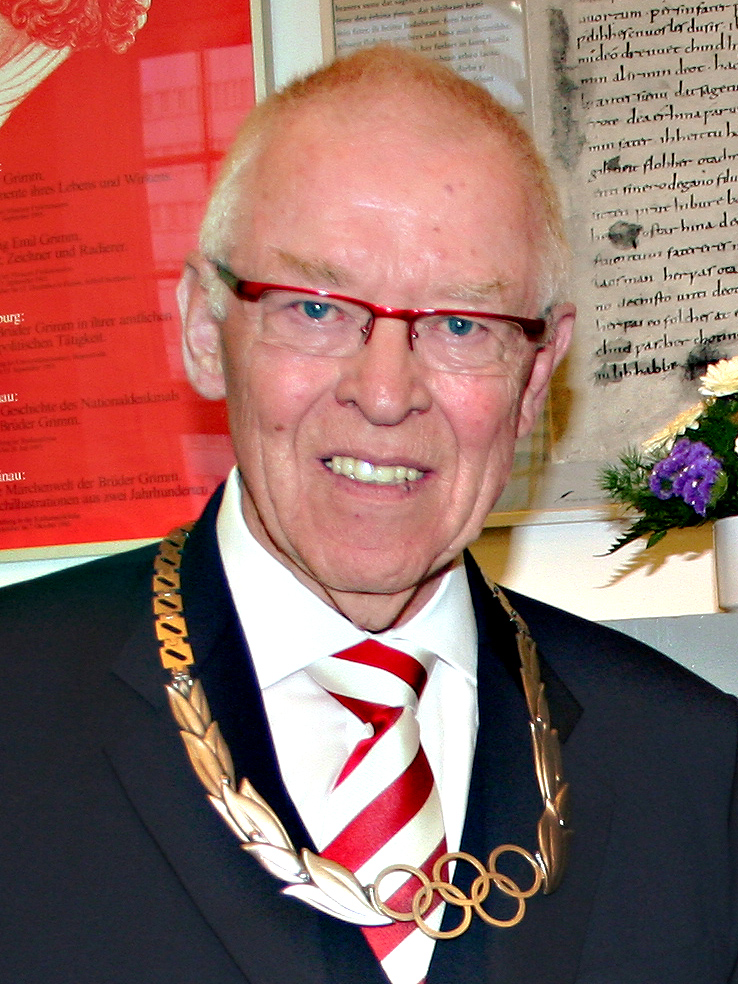
Ulrich Feldhoff (* 1938)

- 1938: Ulrich Feldhoff, deutscher Sportler und Sportfunktionär
- 1939: Marina Petrowa, jugoslawische Schauspielerin
- 1939: Jair Rodrigues, brasilianischer Sänger
- 1940: Peter Baumeister, deutscher Jazzschlagzeuger und Bankier
- 1940: Hildegard Schmahl, deutsche Schauspielerin
- 1940: Russell Streiner, US-amerikanischer Filmproduzent und Schauspieler
- 1940: Tom Brokaw, US-amerikanischer Journalist
- 1940: Helga Thiede, deutsche Sängerin (Sopran)
- 1941: Klaus Buchner, deutscher Physiker und Politiker
- 1941: Stephen Albert, US-amerikanischer Komponist
- 1942: Will Danin, deutscher Schauspieler
- 1942: James W. Loewen, US-amerikanischer Soziologe und Autor
- 1942: Gabriel Núñez, mexikanischer Fußballspieler
- 1943: Gisela Hoey-Meeser, deutsche Handballspielerin
- 1943: Gayle Hunnicutt, US-amerikanische Schauspielerin
- 1943: John Kornblum, US-amerikanischer Diplomat
- 1943: Renate Roland, deutsche Schauspielerin
- 1943: Per Svensson, schwedischer Ringer
- 1943: Jürgen Udolph, deutscher Namenforscher
- 1944: Hans-Georg Atzinger, deutscher Offizier
- 1944: Gert Audring, deutscher Althistoriker
- 1944: Per Øhrgaard, dänischer Germanist und Übersetzer
- 1945: Maria Mambo Café, angolanische Wirtschaftswissenschaftlerin und Politikerin
- 1945: Mišo Cebalo, kroatischer Schachgroßmeister
- 1945: Jennifer Jackson, US-amerikanisches Model

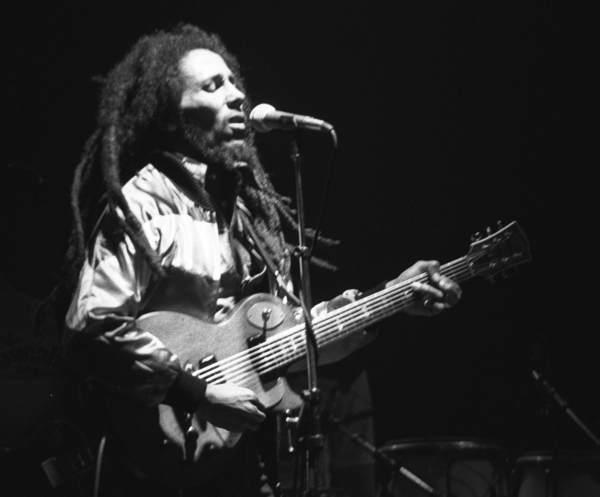
Bob Marley (* 1945)

- 1945: Bob Marley, jamaikanischer Musiker
- 1945: Heinz Stuy, niederländischer Fußballspieler
- 1945: Michael Tucker, US-amerikanischer Schauspieler
- 1945: Jean Xhenceval, belgischer Automobilrennfahrer
- 1946: Richard Hayward, US-amerikanischer Rock-Schlagzeuger
- 1946: Masatomo Taniguchi, japanischer Basketballspieler
- 1947: Horst-Wolfram Kerll, deutscher Diplomat
- 1948: Stefan Baron, deutscher Journalist, Konzernsprecher der Deutschen Bank
- 1948: José Luis Capón, spanischer Fußballspieler
- 1948: Seppo Nikkari, finnischer Leichtathlet
- 1948: Felix Mitterer, österreichischer Dramatiker
- 1948: Adolfo Tito Yllana, philippinischer katholischer Bischof und vatikanischer Diplomat
- 1949: Adrian Alston, australischer Fußballspieler
- 1949: Mike Batt, britischer Musiker und Komponist
- 1949: Reinhard Fißler, deutscher Rocksänger und Gitarrist

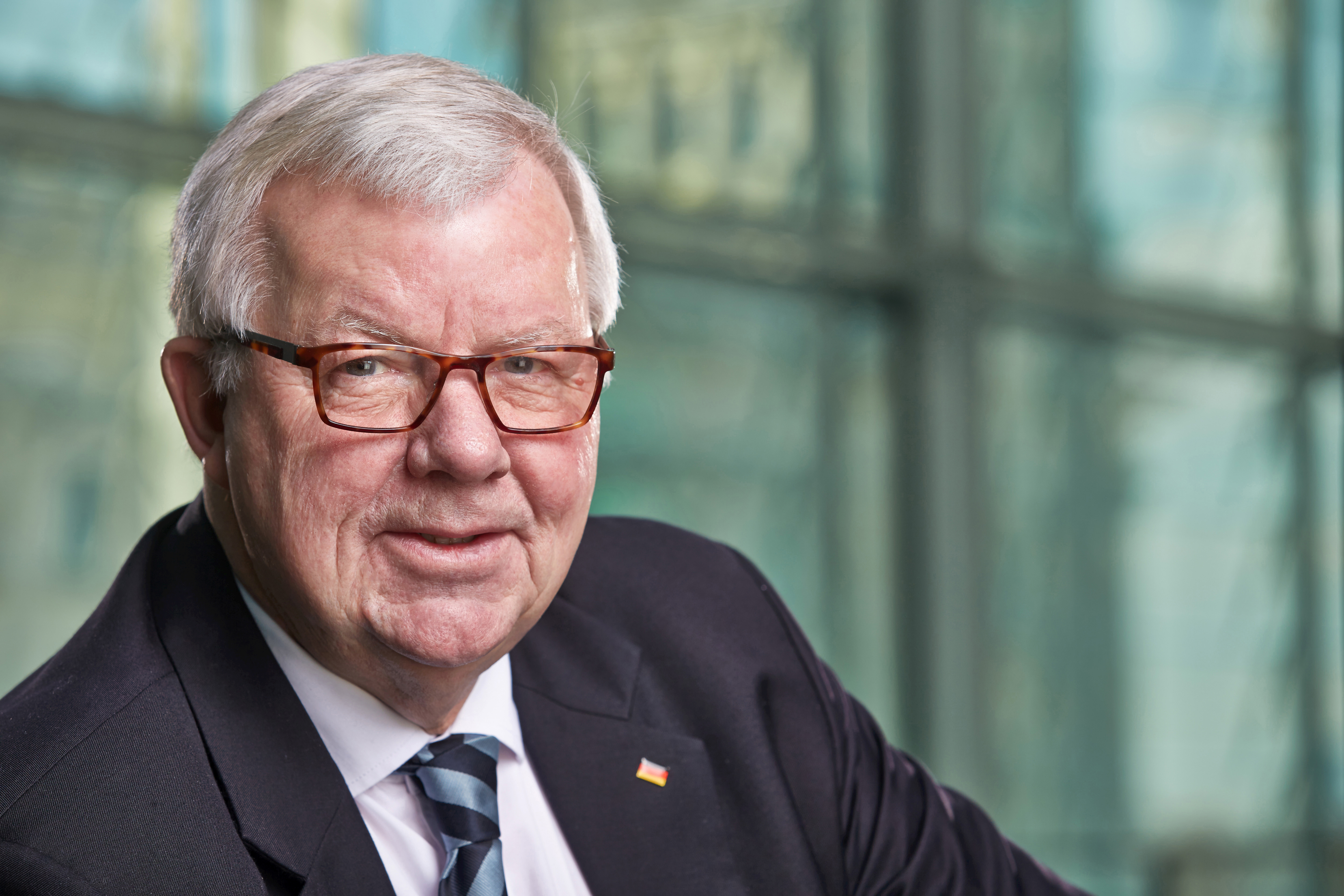
Michael Fuchs (* 1949)

- 1949: Michael Fuchs, deutscher Unternehmer und Politiker, MdB
- 1949: Heinz-Detlef Kronfeldt, deutscher Physiker und Hochschullehrer
- 1949: Manuel Orantes, spanischer Tennisspieler
- 1949: Babatunde Osotimehin, nigerianischer Mediziner und Politiker
- 1949: Karin Roth, deutsche Politikerin, Senatorin, MdB
- 1949: Jim Sheridan, irischer Regisseur und Drehbuchautor
- 1949: Bent Tomtum, norwegischer Skispringer
- 1949: Eliot Weinberger, US-amerikanischer Schriftsteller, Essayist und Übersetzer
- 1950: Ağaxan Abdullayev, aserbaidschanischer Mughamsänger und Musikpädagoge
- 1950: Hideo Azuma, japanischer Mangaka

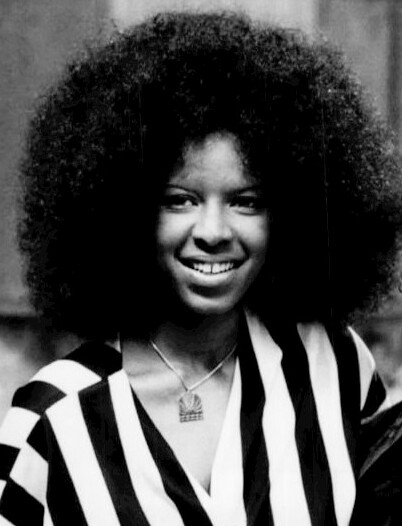
Natalie Cole (* 1950)

- 1950: Natalie Cole, US-amerikanische Sängerin und Schauspielerin
- 1950: René Fasel, Schweizer Eishockeyfunktionär, Präsident der IIHF
- 1950: Paul Gentilozzi, US-amerikanischer Automobilrennfahrer und Rennstallbesitzer
- 1950: Lars-Christer Olsson, schwedischer Fußballfunktionär

#### 1951–1975
- 1951: Brigitte Fuchs, Schweizer Autorin und Lyrikerin
- 1951: Ulla Lachauer, deutsche Dokumentarfilmerin, Journalistin und Buchautorin
- 1951: Jacques Villeret, französischer Schauspieler

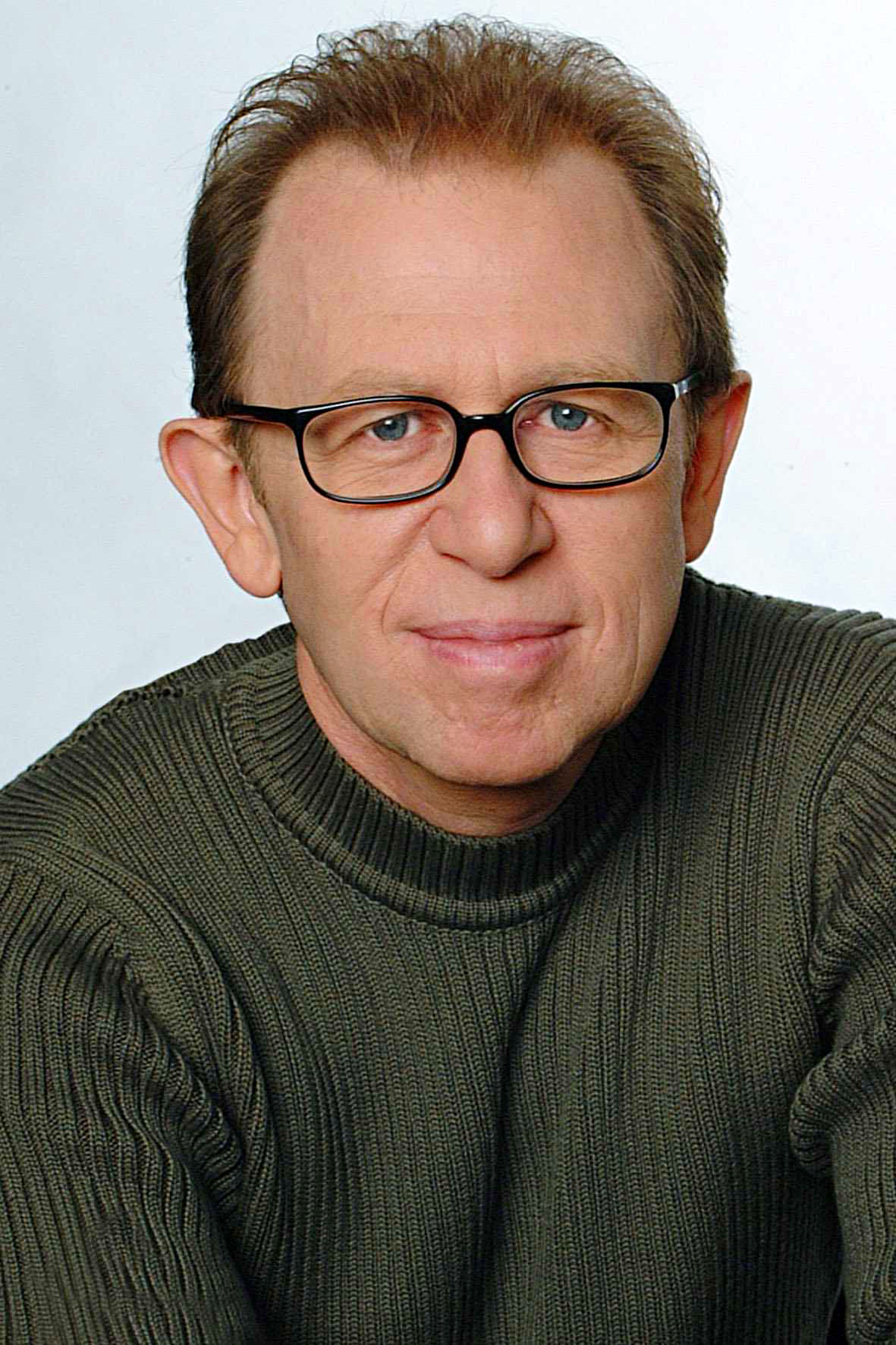
Viktor Giacobbo (* 1952)

- 1952: Viktor Giacobbo, Schweizer Autor, Kabarettist, Moderator und Schauspieler
- 1952: Ricardo La Volpe, mexikanischer Fußballspieler und -trainer
- 1952: Christian Mähr, österreichischer Redakteur und Schriftsteller
- 1952: Klaus Möller, deutscher Autor, Produzent und Regisseur
- 1952: John P. O’Neill, US-amerikanischer Anti-Terrorismus-Experte
- 1953: Gisela Sparmberg, deutsche Politikerin
- 1954: Costică Dafinoiu, rumänischer Boxer
- 1954: Bärbel Freudenberg-Pilster, deutsche Politikerin
- 1954: Érik Izraelewicz, französischer Wirtschaftsjournalist
- 1955: Birgir Andrésson, isländischer Künstler
- 1955: Michael Pollan, US-amerikanischer Journalist und Sachbuchautor
- 1955: Ralf Salzmann, deutscher Langstreckenläufer
- 1956: Amaury du Closel, französischer Komponist und Orchesterleiter
- 1956: Peter Gailer, deutscher Eishockeyspieler und -trainer
- 1956: Natalja Linitschuk, russische Eiskunstläuferin
- 1956: Hikaru Okuizumi, japanischer Schriftsteller
- 1956: Nazan Öncel, türkische Popsängerin
- 1956: Dieter Winkler, deutscher Schriftsteller
- 1957: Matthew Best, britischer Dirigent
- 1957: Andrea Bürgin, Schweizer Schauspielerin
- 1957: Ricardo Ortíz, uruguayischer Fußballspieler und -trainer

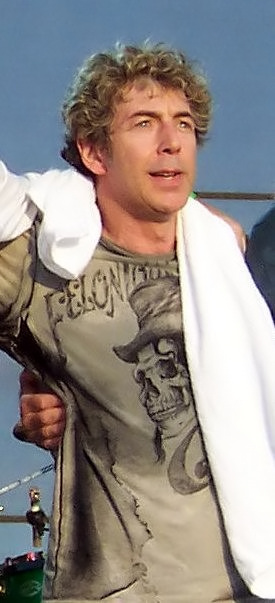
Simon Phillips (* 1957)

- 1957: Simon Phillips, britischer Schlagzeuger
- 1957: Ralph Thiekötter, deutscher Tonmeister
- 1958: Cecily Adams, US-amerikanische Schauspielerin und Regisseurin
- 1958: Efraín Flores, mexikanischer Fußballspieler und -trainer
- 1958: Barry Miller, US-amerikanischer Schauspieler
- 1958: Juri Mitew, bulgarischer Biathlet
- 1958: Johann Schuler, deutscher Schauspieler
- 1959: Dermot Bolger, irischer Schriftsteller, Herausgeber und Verleger
- 1959: Irene Diet, deutsche Schriftstellerin
- 1959: Helga Pankratz, österreichische Autorin und Kabarettistin
- 1960: Erich Amplatz, österreichischer Tischtennisspieler
- 1960: Markus Antonietti, deutscher Chemiker
- 1960: Dieter Engels, deutscher Fußballspieler
- 1960: Aris Fioretos, schwedischer Schriftsteller und Übersetzer
- 1960: Megan Gallagher, US-amerikanische Schauspielerin
- 1961: Florence Aubenas, französische Journalistin
- 1961: Bernd Dittert, deutscher Bahnradfahrer, Bundestrainer im Bahnradsport

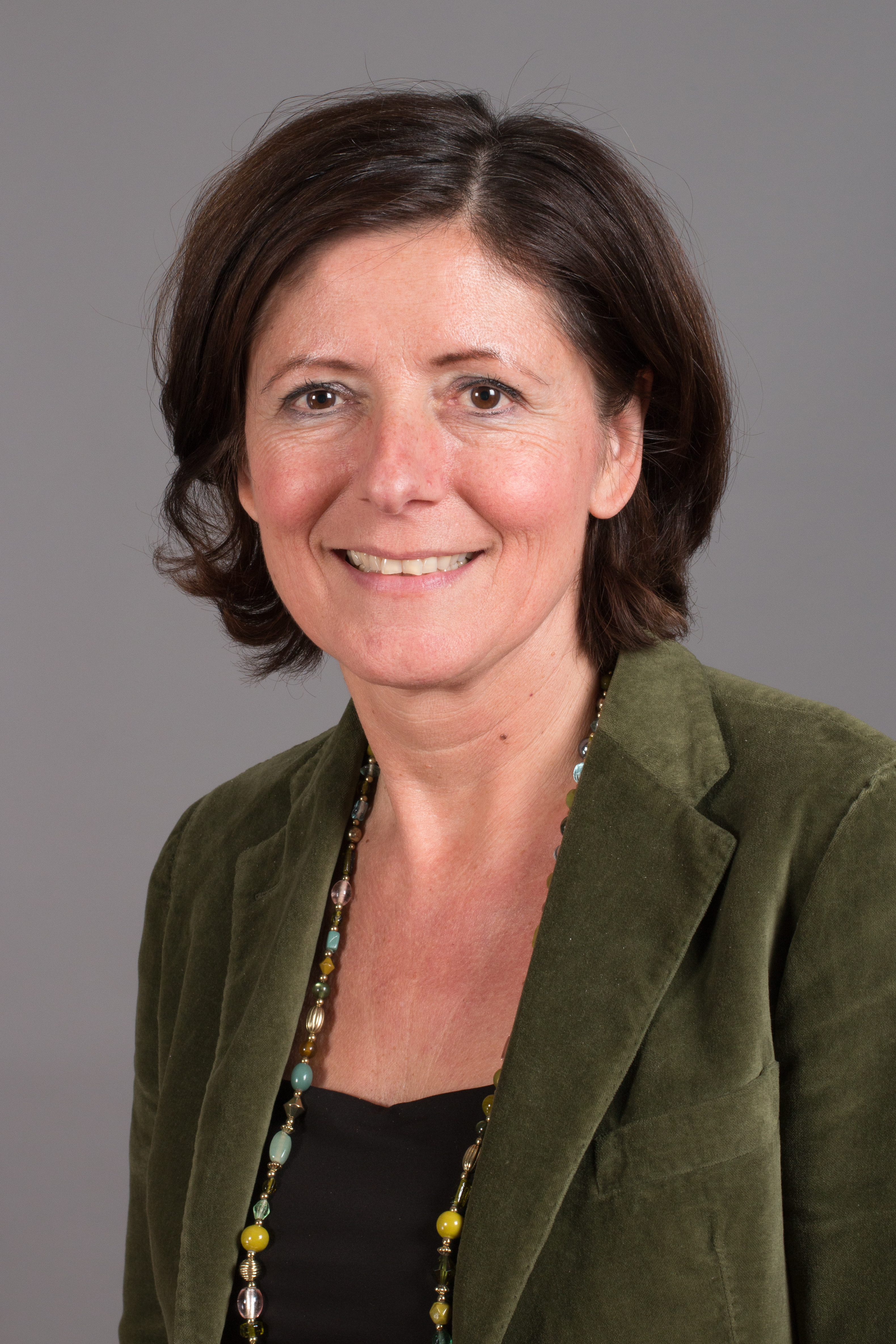
Malu Dreyer (* 1961)

- 1961: Malu Dreyer, deutsche Politikerin, MdL und Ministerpräsidentin
- 1962: Therese Hämer, deutsche Schauspielerin
- 1962: François Lecointre, Chef des französischen Generalstabs
- 1962: Axl Rose, US-amerikanischer Rocksänger (Guns N’ Roses)
- 1963: Michael Georg Link, deutscher Politiker und MdB
- 1963: Dorothee Nolte, deutsche Journalistin und Schriftstellerin
- 1963: Jukka Ylipulli, finnischer Nordischer Kombinierer
- 1964: Michael Breitkopf, deutscher Musiker
- 1965: Bernhard Bettermann, deutscher Schauspieler
- 1965: Jan Svěrák, tschechischer Filmregisseur, Schauspieler und Drehbuchautor
- 1966: Rick Astley, britischer Sänger
- 1966: Mirko Schmidt, deutscher Politiker, MdL
- 1967: Zard, japanische Popsängerin
- 1967: Hansjörg Weißbrich, deutscher Filmeditor
- 1968: Patrick Lemarié, französischer Automobilrennfahrer
- 1968: Arne Lygre, norwegischer Schriftsteller und Dramatiker
- 1968: Monica Mæland, norwegische Politikerin
- 1968: Adolfo Valencia, kolumbianischer Fußballspieler
- 1969: Scott Amendola, US-amerikanischer Jazz-Schlagzeuger und Bandleader
- 1969: Eiríkur Bergmann, isländischer Politikwissenschaftler und Romanautor
- 1969: Massimo Busacca, Schweizer Fußballschiedsrichter
- 1969: David Hayter, US-amerikanischer Schauspieler und Drehbuchautor
- 1969: Daniel Lind Lagerlöf, schwedischer Filmregisseur
- 1970: Per Frandsen, dänischer Fußballspieler
- 1970: Tim Herron, US-amerikanischer Profigolfer
- 1970: Patrice Loko, französischer Fußballspieler
- 1970: Margit Dengler-Paar, deutsche Rennrodlerin
- 1971: José María Jiménez, spanischer Radrennfahrer
- 1971: Simon Stephens, britischer Dramatiker
- 1972: Gisela Aderhold, deutsche Schauspielerin
- 1972: Tomas Andersson Wij, schwedischer Sänger und Liedschreiber
- 1972: Greger Artursson, schwedischer Eishockeyspieler
- 1972: Akın Kuloğlu, türkischer Boxer
- 1973: Chris Braide, britischer Sänger, Komponist, Songwriter und Musikproduzent
- 1973: Manuel Höferlin, deutscher Politiker und MdB
- 1974: Donny Crevels, niederländischer Automobilrennfahrer
- 1974: Jan Thomas Lauritzen, norwegischer Handballspieler
- 1974: Serge Mimpo, kamerunischer Fußballspieler
- 1975: Orkut Büyükkökten, türkischer Softwareingenieur
- 1975: Charlotte Karlinder, schwedisch-deutsche Fernsehmoderatorin

#### 1976–2000
- 1976: Tanja Frieden, Schweizer Snowboarderin

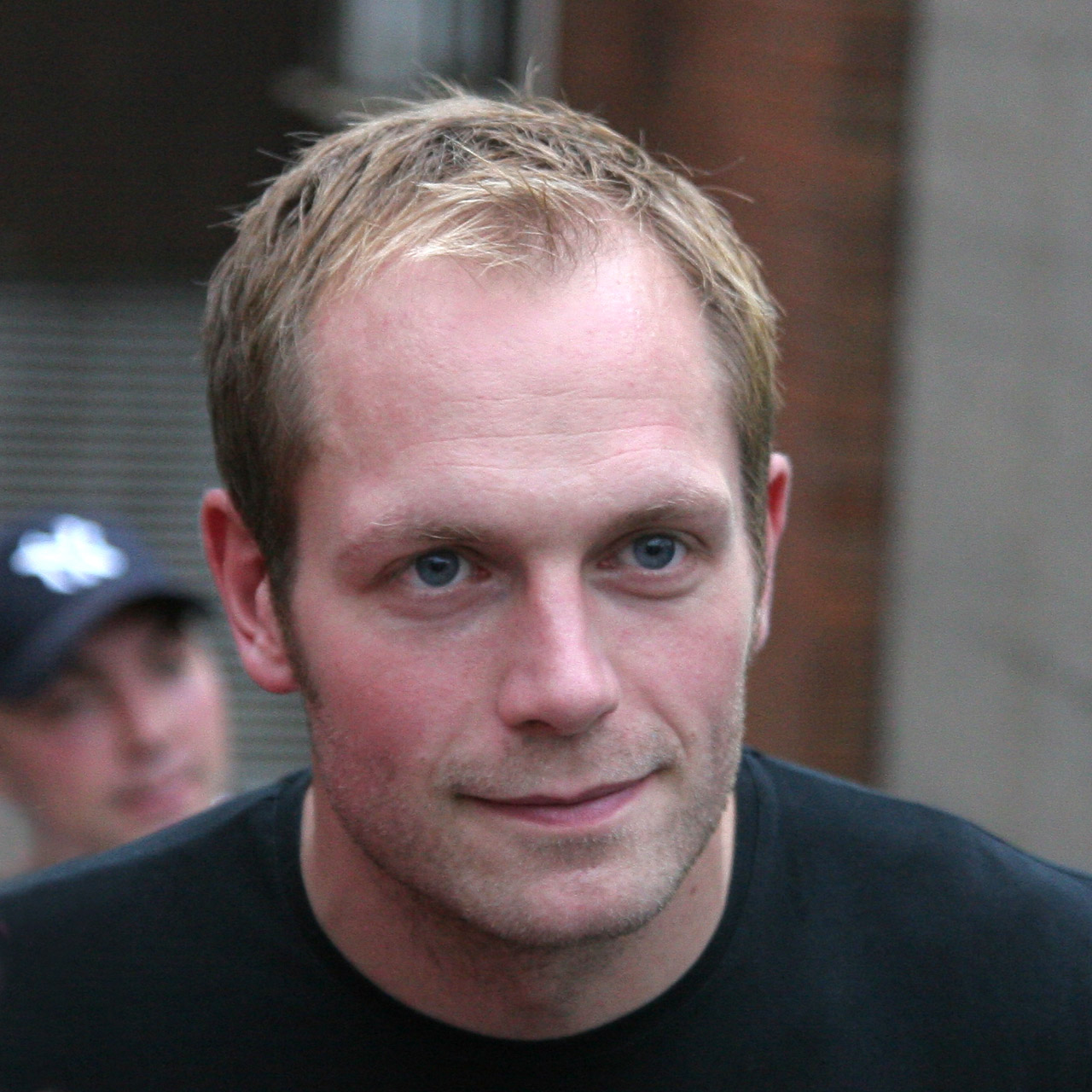
Kasper Hvidt (* 1976)

- 1976: Kasper Hvidt, dänischer Handballtorwart
- 1976: Maria Simon, deutsche Schauspielerin und Musikerin
- 1976: Annelies Verbeke, flämische Schriftstellerin
- 1977: Jason Euell, jamaikanisch-englischer Fußballspieler
- 1977: Thomas von Steinaecker, deutscher Schriftsteller und Journalist
- 1977: Josh Stewart, US-amerikanischer Schauspieler
- 1978: Yael Naim, französisch-israelische Sängerin und Songschreiberin
- 1978: Gareth Roberts, walisischer Fußballspieler
- 1979: Kristy Augustin, deutsche Politikerin
- 1979: Dan Bălan, moldawischer Popsänger und Musikproduzent
- 1979: Wolodymyr Bileka, ukrainischer Radrennfahrer
- 1979: Reentko Dirks, deutscher Musiker und Komponist
- 1979: Ilka Held, deutsche Handballspielerin
- 1979: Simonida Selimović, österreichische Schauspielerin und Regisseurin
- 1979: Alice Weidel, deutsche Unternehmensberaterin und Politikerin
- 1980: Ludovic Delporte, französischer Fußballspieler
- 1980: Frank Løke, norwegischer Handballspieler
- 1980: Luke Ravenstahl, US-amerikanischer Kommunalpolitiker, jüngster Bürgermeister von Pittsburgh
- 1980: Flavio Schmid, Schweizer Fußballspieler
- 1981: Ari Pekka Ahonen, finnischer Eishockeytorwart
- 1981: Samuele Dalla Bona, italienischer Fußballspieler
- 1982: Nick Audsley, britischer Filmschauspieler
- 1982: Inez Bjørg David, dänische Schauspielerin
- 1982: Jimmy Davis, englischer Fußballspieler

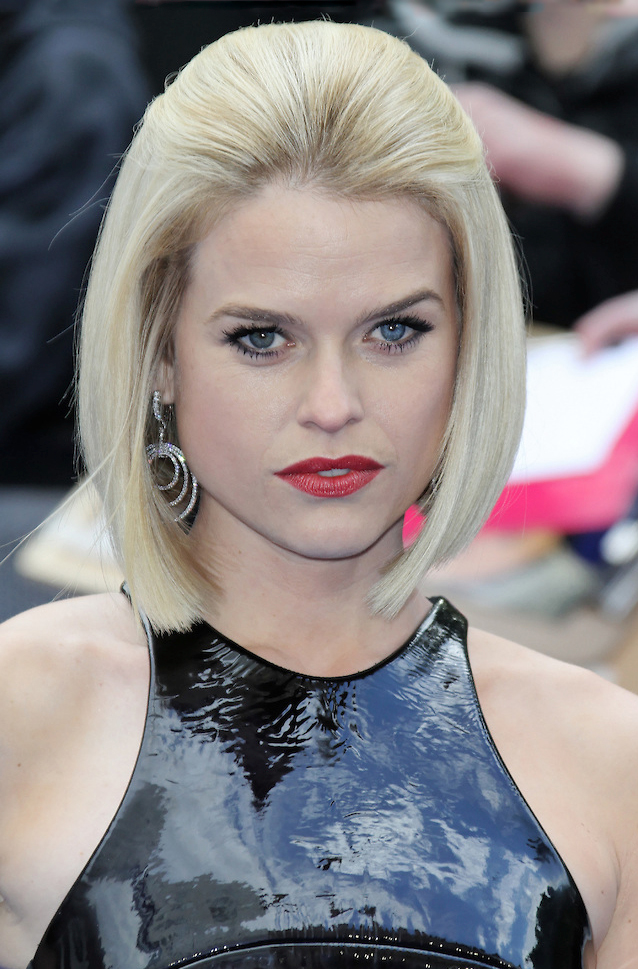
Alice Eve (* 1982)

- 1982: Alice Eve, britische Schauspielerin
- 1982: Lieke van Lexmond, niederländische Schauspielerin, Moderatorin und Sängerin
- 1982: Juan Pablo Magallanes, mexikanischer Radrennfahrer
- 1982: Semavi Özgür, türkischer Fußballspieler
- 1982: Roman Patkoló, slowakischer Musiker
- 1983: Corinna Biethan, deutsche Kunstradfahrerin
- 1983: Branko Ilič, slowenischer Fußballspieler
- 1983: Michael Klingler, liechtensteinischer Bobfahrer
- 1983: Bérangère Sapowicz, französische Fußballspielerin
- 1984: Duanganong Aroonkesorn, thailändische Badmintonspielerin
- 1984: Darren Bent, englischer Fußballspieler
- 1984: Piret Järvis, estnische Musikerin
- 1984: Hande Kodja, belgische Schauspielerin
- 1984: Katarina Tomašević, serbische Handballspielerin
- 1985: Owusu Ampomah, ghanaischer Fußballspieler
- 1985: Brad Knighton, US-amerikanischer Fußballspieler
- 1985: Gülsüm Tatar, türkische Boxerin
- 1985: Muhittin Tekin, türkischer Fußballspieler

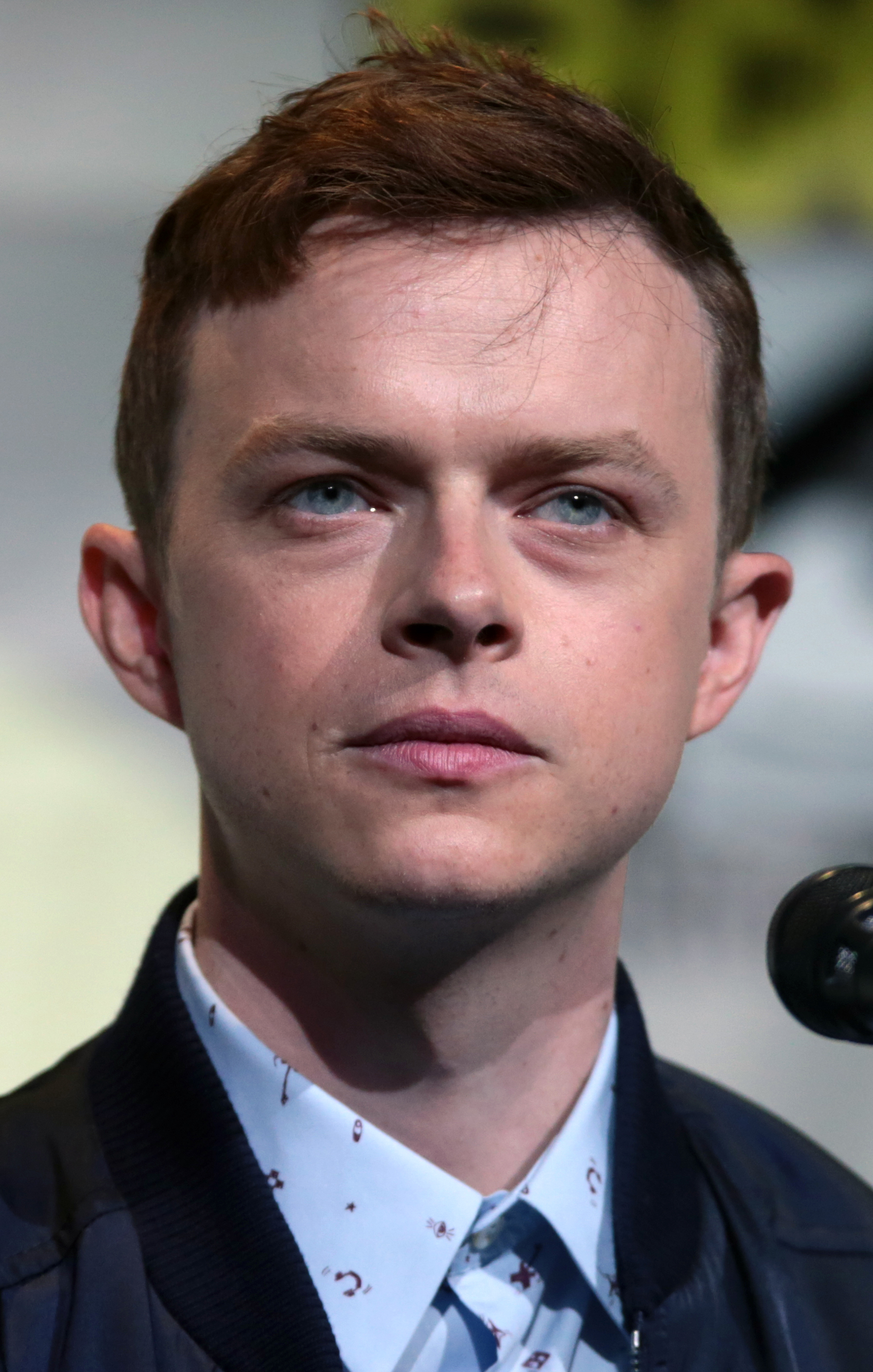
Dane DeHaan (* 1986)

- 1986: Dane DeHaan, US-amerikanischer Schauspieler
- 1986: Alice Greczyn, US-amerikanische Schauspielerin
- 1986: Carlos Sánchez, kolumbianischer Fußballspieler
- 1986: Mathew Tait, englischer Rugbyspieler
- 1987: Rinik Carolus, deutscher Fußballspieler
- 1987: François-Henri Désérable, französischer Schriftsteller; zuvor Eishockeyspieler
- 1987: Martin Hess, deutscher Fußballspieler
- 1987: Miika Lahti, finnischer Eishockeyspieler
- 1987: Sarah Stork, deutsche Schauspielerin
- 1987: Orhan Taşdelen, türkischer Fußballspieler
- 1987: Cemil Tosun, österreichischer Fußballspieler
- 1987: Barış Uçele, türkischer Eishockeytorwart
- 1987: Joseph Walker, US-amerikanischer Schauspieler und Musicaldarsteller
- 1988: Farid Ahmadi, afghanischer Fußballspieler
- 1988: Berkan Emir, türkischer Fußballspieler
- 1988: Robert Hauser, österreichischer Nordischer Kombinierer
- 1988: Richard Weil, deutscher Fußballspieler
- 1988: Joe Whitney, US-amerikanischer Eishockeyspieler
- 1989: Craig Cathcart, nordirischer Fußballspieler
- 1989: Manuel Schäffler, deutscher Fußballspieler

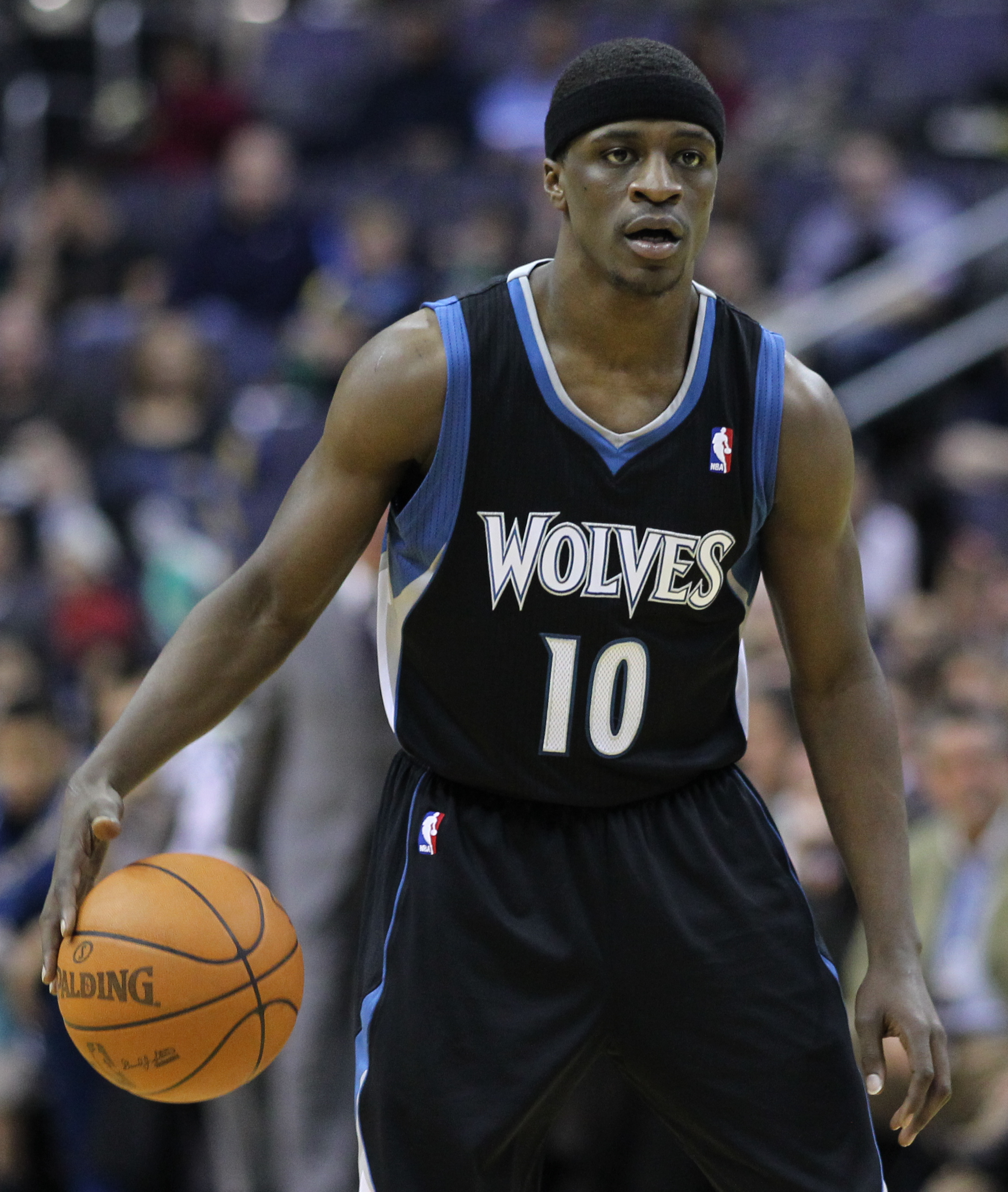
Jonny Flynn (* 1989)

- 1989: Jonny Flynn, US-amerikanischer Basketballspieler
- 1990: Christina Ackermann, deutsche Skirennläuferin
- 1990: Tatjana Jewgenjewna Chmyrowa, russische Handballspielerin
- 1990: Desirée Schumann, deutsche Fußballspielerin
- 1991: Bruno Andrade, brasilianischer Automobilrennfahrer
- 1991: Ida Njåtun, norwegische Eisschnellläuferin
- 1991: Anna Wladimirowna Sidorowa, russische Curlerin
- 1991: Max Stahr, deutscher Radrennfahrer
- 1991: Carina Wenninger, österreichische Fußballspielerin
- 1992: André Dej, deutscher Fußballspieler
- 1992: Wellington Nem, brasilianischer Fußballspieler
- 1992: Steffan Winkelhorst, niederländischer Skirennläufer
- 1993: Bianca Claßen, deutsche Webvideoproduzentin
- 1993: Marius Steinhauser, deutscher Handballspieler
- 1994: Aldrich Bailey, US-amerikanischer Sprinter
- 1994: Danny Handling, schottischer Fußballspieler
- 1994: João Teixeira, portugiesischer Fußballspieler
- 1994: Josh Webster, britischer Automobilrennfahrer
- 1994: İbrahim Yılmaz, türkischer Fußballspieler
- 1994: Charlie Heaton, US-amerikanischer Schauspieler
- 1995: Leon Goretzka, deutscher Fußballspieler
- 1995: Marie Luise Lehner, österreichische Schriftstellerin

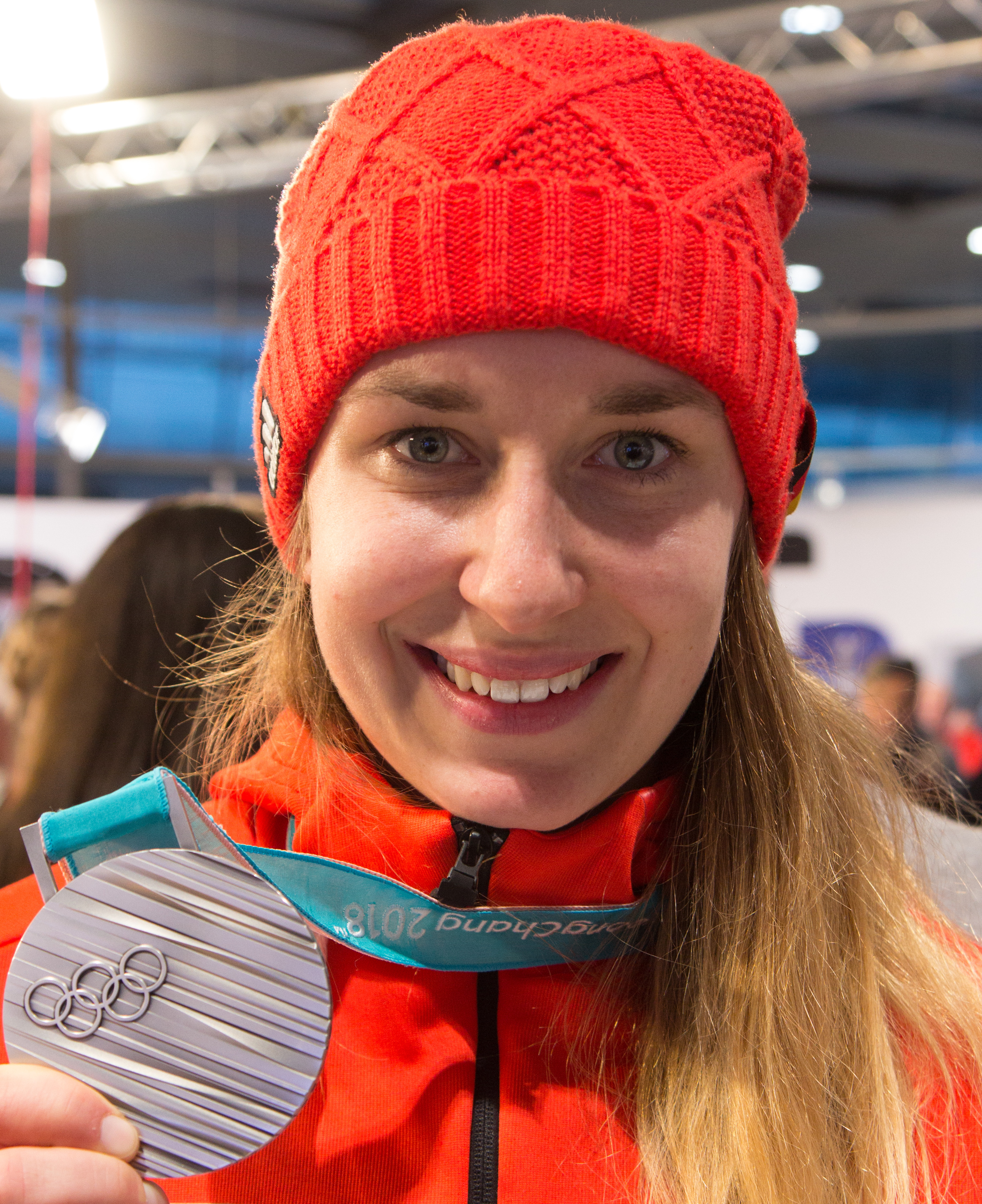
Jacqueline Lölling (* 1995)

- 1995: Jacqueline Lölling, deutsche Skeletonsportlerin
- 1996: Đỗ Tuấn Đức, vietnamesischer Badmintonspieler
- 1996: Meike Pfister, deutsche Skirennläuferin
- 1997: Nicklas Nielsen, dänischer Automobilrennfahrer
- 1996: Michele Rocca, italienischer Fußballspieler
- 1997: Jannes Horn, deutscher Fußballspieler
- 1997: Djibril Sow, Schweizer Fußballspieler
- 1998: Mitch Eliot, US-amerikanisch-kanadischer Eishockeyspieler
- 1998: Ide Schelling, niederländischer Radrennfahrer
- 1998: Tobias Warschewski, deutscher Fußballspieler
- 1999: Václav Červenka, US-amerikanischer Biathlet
- 2000: Conor Gallagher, englischer Fußballspieler
- 2000: Nico Mantl, deutscher Fußballspieler

### 21. Jahrhundert
- 2003: Mimi Slinger, britische Schauspielerin
- 2005: Jacob Danquah, deutscher Fußballspieler

## Gestorben

### Vor dem 16. Jahrhundert
- 0200: Chūai, 14. Kaiser von Japan
- 0540: Vedast, Bischof von Arras
- 0565: K’an Joy Chitam I., Herrscher der Maya-Stadt Palenque
- 0685: Hlothhere, König von Kent
- 0893: Photios I., Patriarch von Konstantinopel
- 1131: Gottfried, Graf von Calw und Pfalzgraf bei Rhein
- 1140: Thurstan, Erzbischof von York
- 1144: Godebold II., Burggraf von Würzburg
- 1182: Valentin, Bischof von Prag
- 1183: Hildegund von Meer, Äbtissin
- 1200: Kajiwara Kagetoki, japanischer General
- 1215: Hōjō Tokimasa, japanischer Fürst
- 1224: Guttorm, Erzbischof von Nidaros
- 1250: Gottfried VI., Vizegraf von Châteaudun, Herr von Mondoubleau und Saint-Calais, Kreuzfahrer
- 1317: Brynolf Algotsson, Bischof von Skara
- 1317: Werner, Bischof von Lavant
- 1363: Heinrich III. von Braunschweig-Lüneburg, Bischof von Hildesheim
- 1378: Jeanne de Bourbon, Königin von Frankreich
- 1390: Adolf I. von Nassau, Erzbischof von Mainz
- 1402: Louis de Sancerre, Connétable von Frankreich
- 1409: Lisa von Solms, Äbtissin im Stift Nottuln
- 1439: Johann Dederoth, deutscher Benediktinermönch, Abt der Klöster Clus und Bursfelde
- 1447: Ital Reding der Ältere, Schwyzer Landammann
- 1456: Peter II. Nowag, Bischof von Breslau
- 1497: Johannes Ockeghem, franko-flämischer Komponist, Sänger und Kleriker

### 16. bis 18. Jahrhundert

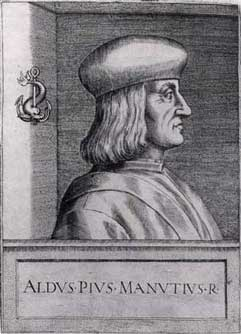
Aldus Manutius († 1515)

- 1515: Aldus Manutius, venezianischer Buchdrucker und Verleger
- 1519: Lorenz von Bibra, Fürstbischof von Würzburg
- 1523: Jens Holgersen Ulfstand, dänischer Ritter
- 1528: Ambrosius Spittelmayr, österreichischer Vertreter der Täuferbewegung
- 1534: Johannes Bernhardi, deutscher Rhetoriker und Physiker
- 1539: Johann III., Regent der Vereinigten Herzogtümer Jülich-Kleve-Berg
- 1546: Sophia von Liegnitz, Kurfürstin von Brandenburg
- 1547: Konrad Adelmann von Adelmannsfelden, deutscher Kanoniker und Humanist
- 1548: Ernst von Schleinitz, Administrator des Erzbistums Prag
- 1552: Heinrich V., Herzog von Mecklenburg-Schwerin
- 1552: Friedrich Nausea, katholischer Bischof der Diözese Wien
- 1553: Ernst I., Markgraf von Baden
- 1554: Arnold von Bruck, deutscher Komponist
- 1578: Felix Büchser, Schweizer Bildhauer, Bildschnitzer und Theaterregisseur
- 1589: Zacharias von Neuhaus, Oberstkämmerer und Landeshauptmann von Mähren
- 1591: Anna Sophie, Prinzessin von Preußen und Herzogin zu Mecklenburg
- 1593: Jacques Amyot, französischer Schriftsteller und Theologe
- 1593: Ōgimachi, 106. Kaiser von Japan
- 1612: Christophorus Clavius, deutscher Jesuit, Mathematiker und Astronom
- 1625: Philipp Julius von Pommern, letzter Herzog von Pommern-Wolgast
- 1642: Veit Holzlechner, deutscher Seidensticker, Bürgermeister von Wittenberg
- 1646: Frebonie von Pernstein, böhmisch-mährische Adlige
- 1651: Hermann Czernin von Chudenitz, österreichischer Diplomat und Soldat
- 1651: Erdmann August, Erbprinz von Brandenburg-Bayreuth
- 1654: Francesco Mochi, italienischer Bildhauer und Medailleur
- 1659: Juan Bautista de Poza, spanischer Theologe
- 1660: Martin de Redin, Großmeister des Malteserordens
- 1679: Margherita de’ Medici, Herzogin von Parma und Piacenza
- 1684: Ernst Bogislaw von Croÿ, Bischof von Cammin und brandenburgischer Statthalter in Hinterpommern und Preußen
- 1685: Karl II. König von England, Schottland und Irland
- 1695: Ahmed II., Sultan des Osmanischen Reiches
- 1699: Joseph Ferdinand, Kurprinz von Bayern und Fürst von Asturien, designierter spanischer Thronfolger
- 1720: Johann Christoph Pfaff, württembergischer lutherischer Theologe und Dekan der Universität Tübingen
- 1725: Johann Philipp Krieger, deutscher Komponist, Organist und Kapellmeister
- 1729: Pietro Marchitelli, neapolitanischer Violinist und Komponist
- 1733: Luise Raugräfin zu Pfalz, Halbschwester der Liselotte von der Pfalz
- 1740: Clemens XII., Papst
- 1745: Theodor Lubomirski, Woiwode von Krakau und kaiserlicher Feldmarschall
- 1761: Clemens August von Bayern, Erzbischof von Köln
- 1769: Georg Friedrich Bärmann, deutscher Mathematiker
- 1770: Franz Kaspar von Franken-Siersdorf, Weihbischof im Erzbistum Köln
- 1771: Johann Wolfgang Textor, deutscher Reichs-, Stadt- und Gerichtschultheiß
- 1771: Johannes Daniël van Lennep, niederländischer Philologe
- 1783: Capability Brown, englischer Landschaftsgärtner
- 1793: Carlo Goldoni, italienischer Komödiendichter
- 1799: Étienne-Louis Boullée, französischer Architekt

### 19. Jahrhundert
- 1803: Gasparo Angiolini, italienischer Tänzer, Choreograf und Theoretiker

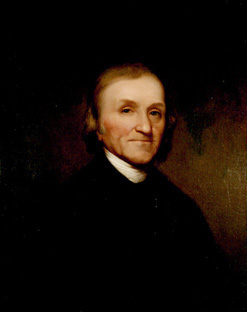
Joseph Priestley († 1804)

- 1804: Joseph Priestley, britisch-US-amerikanischer Theologe und Philosoph, Chemiker und Physiker
- 1809: Francesco Azopardi, maltesischer Komponist
- 1809: Honorius Grieninger, deutscher Benediktiner und letzter Abt des Klosters Irsee
- 1809: Antoine Joseph Santerre, französischer Nationalgardist
- 1833: Pierre André Latreille, französischer Entomologe
- 1834: Richard Lander, britischer Afrikaforscher
- 1835: Cayetano Valdés, spanischer Marineoffizier, Politiker und Regent
- 1838: Pieter Retief, burischer Voortrekker
- 1839: Heinrich August Wilhelm von Bülow, Oberforstmeister
- 1840: Peter von Bohlen, deutscher Orientalist
- 1841: Anton Hasenhut, österreichischer Schauspieler und Komiker
- 1855: Carl August Alsleben, preußischer Politiker
- 1855: Josef Munzinger, Schweizer Kaufmann und Politiker
- 1863: Carl Ludwig Frommel, deutscher Maler und Kupferstecher, Stahlstecher und Radierer
- 1863: Christoph Bernoulli, Schweizer Naturforscher und Wirtschaftswissenschaftler
- 1864: Carl Gotthilf Nestler, erzgebirgischer Hammerherr

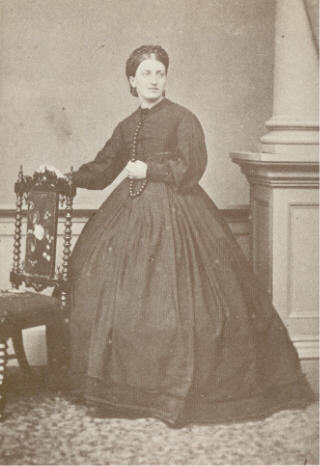
Isabella Beeton († 1865)

- 1865: Isabella Beeton, britische Kochbuchautorin
- 1881: Karl Ploetz, deutscher Gymnasiallehrer, Fachbuch- und Schulbuchautor
- 1887: Pětr Młónk, sorbischer Volksdichter
- 1894: Jacob Ammen, US-amerikanischer Lehrer, Bauingenieur und Brigadegeneral
- 1894: Theodor Billroth, deutscher Arzt

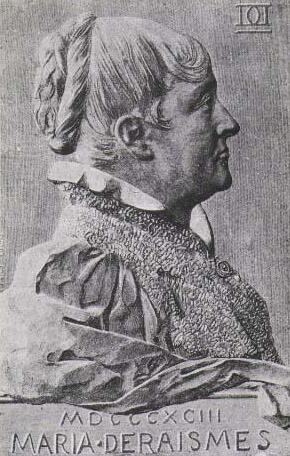
Maria Deraismes († 1894)

- 1894: Maria Deraismes, französische Schriftstellerin, Humanistin und Frauenrechtlerin, Gründungsmitglied des Droit Humain
- 1896: John Gibbon, US-amerikanischer General der Union im Sezessionskrieg
- 1896: Charles-Gustave Smith, kanadischer Organist, Komponist, Maler und Musikpädagoge
- 1897: Raffaele Cadorna der Ältere, italienischer General
- 1897ː Clara Stöckhardt, deutsche Malerin
- 1897: Christian Tønsberg, norwegischer Verleger
- 1898: Leopold Löffler, polnischer Maler
- 1898: Rudolf Leuckart, deutscher Zoologe, Begründer der Parasitologie
- 1898ː Auguste Scheibe, deutsche Schriftstellerin und Übersetzerin
- 1899: Alfred von Sachsen-Coburg und Gotha, Erbprinz und Thronfolger des Doppelherzogtums
- 1899: Leo von Caprivi, preußischer General, Staatsmann und Reichskanzler

### 20. Jahrhundert

#### 1901–1950
- 1903: Marià Vayreda i Vila, katalanischer Maler und Schriftsteller
- 1904: Julius von Horst, österreichischer Generalmajor und Staatsmann
- 1905ː Maria Theresia Bonzel, Ordensgründerin der Armen Franziskanerinnen von der ewigen Anbetung
- 1905: Eduard Richter, österreichischer Geograf, Historiker, Gletscherforscher und Alpinist
- 1908: Justus Köberle, deutscher evangelischer Theologe und Hochschullehrer
- 1909: Maxime Piaggio, französischer Ruderer
- 1911: Morteza Qoli Chan Hedayat, iranischer Politiker, erster Präsident des iranischen Parlaments
- 1914: Peter Auzinger, deutscher Schauspieler, bayerischer Mundartdichter
- 1916: Rubén Darío, nicaraguanischer Schriftsteller und Diplomat
- 1917: Max Ohnefalsch-Richter, deutscher Archäologe

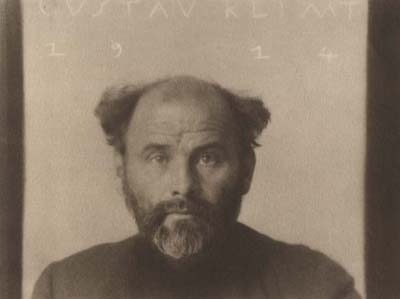
Gustav Klimt († 1918)

- 1918: Gustav Klimt, österreichischer Maler, Vertreter des Wiener Jugendstils und der Wiener Secession
- 1919: Angel De Cora, amerikanische Künstlerin und Illustratorin vom Stamm Winnebago
- 1919: Enrico Golisciani, italienischer Librettist
- 1921: Alberto Membreño Vásquez, Präsident von Honduras
- 1922: Georg August Zenker, deutscher Gärtner, Botaniker und Zoologe
- 1923: Wyatt Aiken, US-amerikanischer Politiker
- 1923: Edward Barnard, US-amerikanischer Astronom
- 1923: Gerdt von Bassewitz, deutscher Schriftsteller
- 1923: Adolf Heyduk, tschechischer Dichter
- 1924: Edmund Schmidt, deutscher Unternehmer und Politiker
- 1929: Maria Christina von Österreich, spanische Regentin
- 1929: Minnie Hauk, US-amerikanische Opernsängerin (Mezzosopran)
- 1929: Siegfried Ochs, deutscher Chorleiter und Komponist
- 1931: Motilal Nehru, indischer Anwalt und Staatsmann, Mitbegründer der Swaraj-Partei
- 1935: Anton von Premerstein, österreichischer Althistoriker und Papyrologe
- 1935: Jackson Whipps Showalter, US-amerikanischer Schachspieler
- 1937: Jane Atché, französische Malerin, Grafikerin und Plakatkünstlerin
- 1937: Gustav Gotthilf Winkel, deutscher Heraldiker
- 1938: Ilse Franke-Oehl, österreichische Schriftstellerin
- 1938: Marianne von Werefkin, russische Malerin des Expressionismus
- 1939: Georges Gardet, französischer Bildhauer
- 1942: František Mareš, tschechischer Politiker, Physiologe und Philosoph
- 1943ː Elli Hirsch, deutsche Malerin, Grafikerin und Designerin, Opfer der Shoa
- 1943: Bogislav von Selchow, deutscher Schriftsteller und Marineoffizier
- 1944: Tatjana Barbakoff, lettische Tänzerin, Opfer des Holocaust
- 1945: Otto Thörner, deutscher Pädagoge und Heimatdichter
- 1945: István Tóth-Potya, ungarischer Fußballspieler und -trainer
- 1946: Gustav Böß, deutscher Jurist und Politiker, Oberbürgermeister von Berlin
- 1946: Oswald Kabasta, österreichischer Dirigent
- 1948: Sidney Arodin, US-amerikanischer Jazz-Klarinettist und Komponist
- 1948: Richard von Kühlmann, deutscher Jurist, Industrieller und Diplomat
- 1949: Georg Amberger, deutscher Leichtathlet
- 1949: Heinrich Köhler, deutscher Politiker, Reichsminister, Staatspräsident Badens, MdL
- 1949: Béla Zsolt, ungarischer Schriftsteller und Journalist
- 1950: Georg Imbert, französischer Chemiker und Erfinder

#### 1951–2000
- 1952: Lipót Aschner, ungarischer Industrieller

- 1952: Georg VI., britischer König

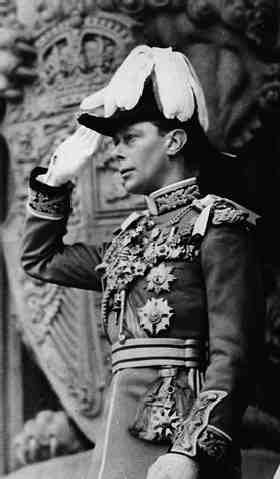
Georg VI. († 1952)

- 1953: Hans Strobel, deutscher Architekt und Baurat
- 1954: Maxwell Bodenheim, US-amerikanischer Schriftsteller
- 1954: Friedrich Meinecke, deutscher Historiker und Universitätsprofessor
- 1955: Constantin Argetoianu, rumänischer Diplomat und Politiker
- 1955: Paul Aron, deutscher Pianist, Komponist, Regisseur, Dirigent, Veranstalter, Pädagoge und Übersetzer
- 1955: Ottomar Schreiber, deutsch-litauischer Politiker
- 1956: Henri Chrétien, französischer Astronom und Erfinder
- 1956: Friederike Manner, österreichische Schriftstellerin und Lektorin
- 1958: Roger Byrne, englischer Fußballspieler
- 1958: Walter Crickmer, englischer Fußballvereinssekretär
- 1958: Mark Jones, englischer Fußballspieler
- 1958: Frank Swift, englischer Fußballspieler und Journalist
- 1958: Tommy Taylor, englischer Fußballspieler
- 1959: Jules Mazellier, französischer Komponist
- 1960: Jesse Belvin, US-amerikanischer R&B-Sänger
- 1960: Karl Maybach, deutscher Motorkonstrukteur
- 1961ː Dorte Mandrup, dänische Architektin
- 1961: Archibald Thompson Davison, US-amerikanischer Musikwissenschaftler, Musikpädagoge und Chordirigent
- 1961: Reinhard Machold, österreichischer Politiker, provisorischer Landeshauptmann der Steiermark
- 1962: Maria Fischer, österreichische Seidenwinderin, Widerstandskämpferin gegen den Austrofaschismus und Nationalsozialismus
- 1962: Teodósio Clemente de Gouveia, portugiesisch-mosambikanischer Geistlicher, Erzbischof von Maputo und Kardinal
- 1963: Abd al-Karim, Anführer im Aufstand der Rif-Kabylen in Marokko
- 1963: Piero Manzoni, italienischer Künstler, Wegbereiter der Konzeptkunst
- 1964: Emilio Aguinaldo, philippinischer General, Politiker und Unabhängigkeitsführer
- 1967: Martine Carol, französische Schauspielerin

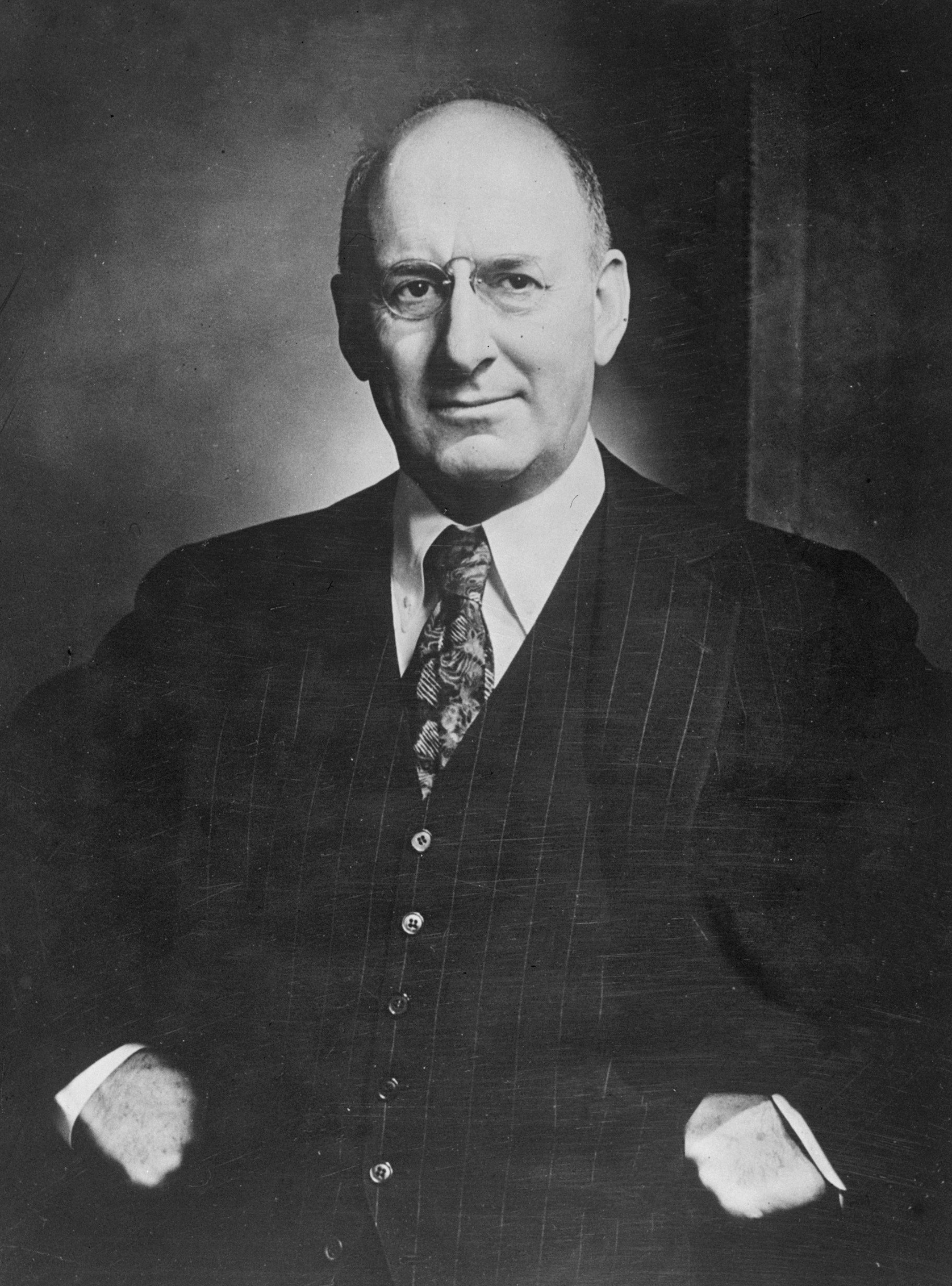
Henry Morgenthau († 1967)

- 1967: Henry Morgenthau, US-amerikanischer Politiker
- 1970: Ferdinand Streb, deutscher Architekt
- 1972: Boris Gawrilowitsch Schpitalny, sowjetischer Waffenkonstrukteur
- 1972: Emil Maurice, deutscher SS-Offizier, Chauffeur und früher politischer Begleiter Adolf Hitlers
- 1975: Keith Park, Luftmarschall der britischen Royal Air Force
- 1976: Vince Guaraldi, US-amerikanischer Jazzmusiker, Pianist und Komponist
- 1977: Hermann Felsner, österreichischer Fußballtrainer
- 1977: Ludwig Wilhelm Roselius, deutscher Komponist, Musikkritiker und Dirigent
- 1978: Frances Wayne, US-amerikanische Jazzsängerin
- 1980: Franz Schafheitlin, deutscher Film-Schauspieler
- 1981: Heinz Benthien, deutscher Tischtennisspieler
- 1981: Friederike von Hannover, deutsche Königin Griechenlands
- 1981: Marthe Robin, französische Mystikerin
- 1982: Walter Freytag, deutscher Berufsoffizier
- 1982: Ben Nicholson, britischer Maler und Objektkünstler
- 1984: Hildegard Bleyler, deutsche Politikerin, MdB
- 1984: Rudolf Fleischer, deutscher Maler und Grafiker
- 1985: Muriel Gardiner Buttinger, US-amerikanische Psychoanalytikerin und Autorin
- 1985: Inger Hagerup, norwegische Lyrikerin und Schriftstellerin
- 1985: Eduard Wahl, deutscher Rechtswissenschaftler und Politiker, MdB
- 1986ː Marie Speiser, erste Pfarrerin im Schweizer Kanton Solothurn
- 1986: Minoru Yamasaki, US-amerikanischer Architekt
- 1989: King Tubby, jamaikanischer Reggae-Toningenieur
- 1989: Barbara Tuchman, US-amerikanische Reporterin und Autorin
- 1990: Ilse Rosenthal-Schneider, deutsch-australische Physikerin und Philosophin
- 1991: Salvador Edward Luria, US-amerikanischer Mikrobiologe
- 1991: Erika Menne, deutsche Politikerin, MdL
- 1991: Chucho Rodríguez, mexikanischer Komponist, Arrangeur, Pianist und Orchesterleiter
- 1992: Felix Rexhausen, deutscher Journalist, Autor und Satiriker
- 1993: Arthur Ashe, US-amerikanischer Tennisspieler
- 1993: Dan Constantinescu, rumänischer Komponist
- 1994: Joseph Cotten, US-amerikanischer Schauspieler
- 1994: Jack Kirby, US-amerikanischer Comiczeichner
- 1994: Ignace Strasfogel, US-amerikanischer Komponist
- 1994: Gwen Watford, englische Film-, Theater- und Fernsehschauspielerin
- 1995: Mira Lobe, österreichische Kinderbuchautorin
- 1995: James Merrill, US-amerikanischer Schriftsteller
- 1995: Kurt Schuster, deutscher Physiker
- 1995: Art Taylor, US-amerikanischer Jazz-Schlagzeuger
- 1997: Roger Laurent, belgischer Motorrad- und Automobilrennfahrer
- 1997: Rolf Rodenstock, deutscher Unternehmer, Vorsitzender des Bundesverbandes der Deutschen Industrie
- 1998: Liebfriede Bernstiel, deutsche Keramikerin
- 1998: Falco, österreichischer Sänger und Musiker
- 1998: Oscar Thiffault, kanadischer Folksänger
- 1998: Carl Wilson, US-amerikanischer Musiker (Beach Boys)
- 1998: Ferenc Sidó, ungarischer Tischtennisspieler
- 1999: Ernst Achilles, deutscher Branddirektor
- 1999: Erwin Blask, deutscher Leichtathlet
- 1999: Umberto Maglioli, italienischer Automobilrennfahrer
- 2000: Derroll Adams, US-amerikanischer Folksänger
- 2000: Gus Johnson, US-amerikanischer Schlagzeuger
- 2000: Phil Walters, US-amerikanischer Automobilrennfahrer

### 21. Jahrhundert

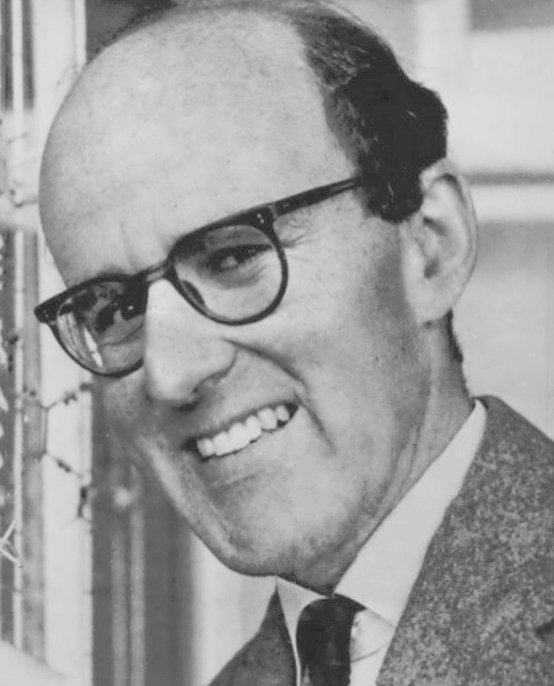
Max Perutz († 2002)

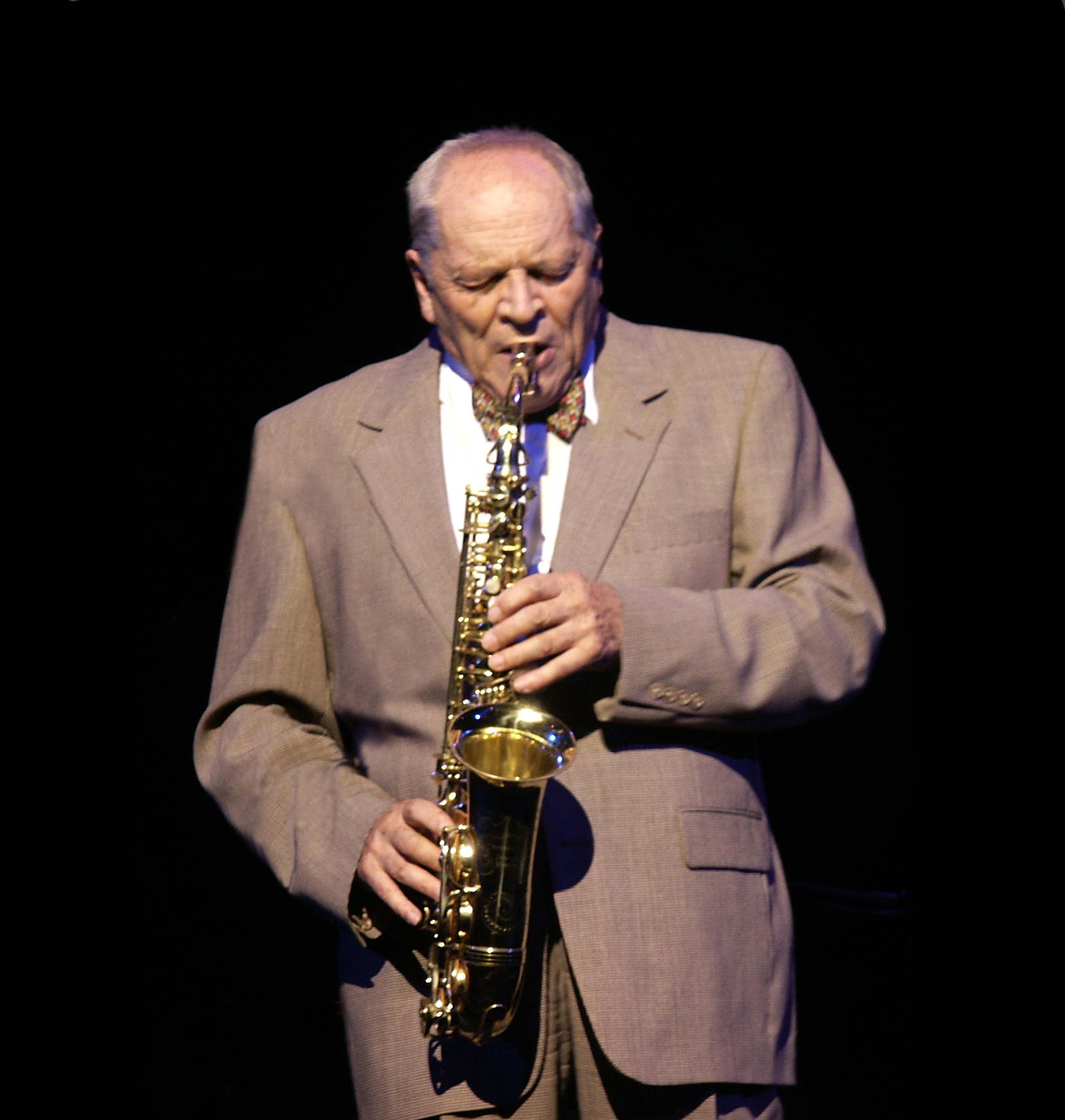
John Dankworth († 2010)

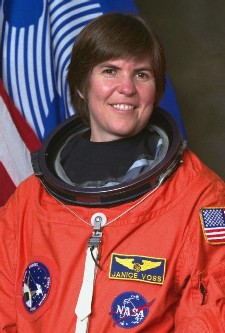
Janice Elaine Voss († 2012)

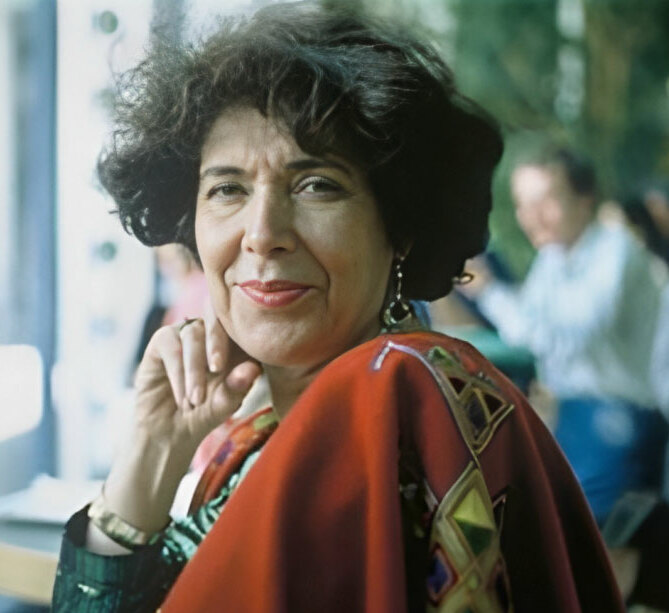
Assia-Djebar († 2015)

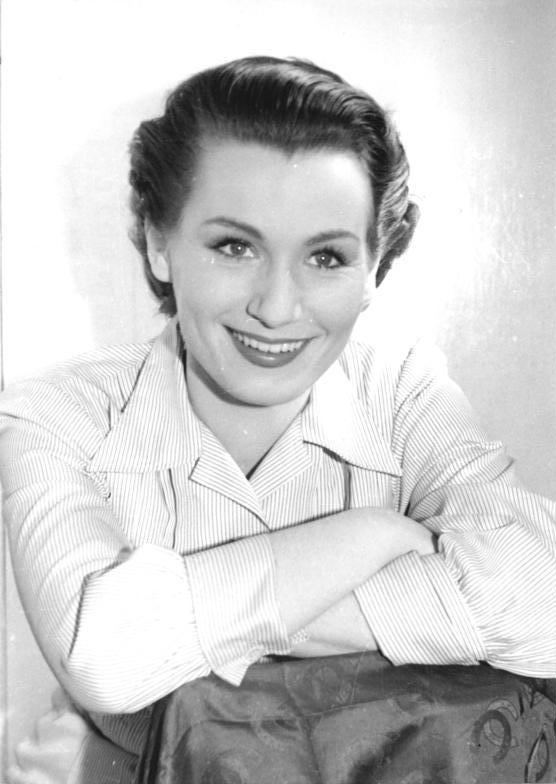
Inge Keller († 2017)

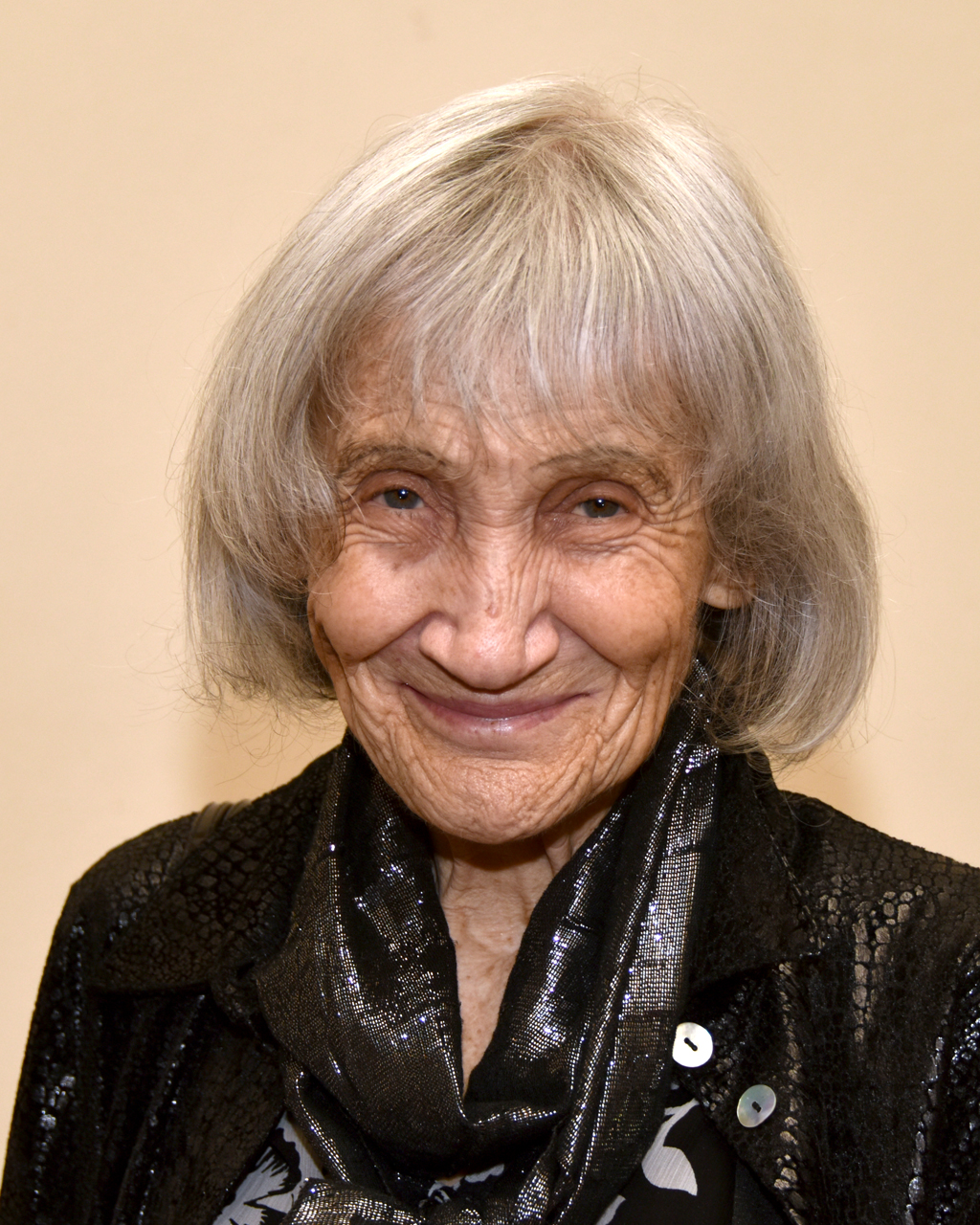
Květa Pacovská, († 2023)

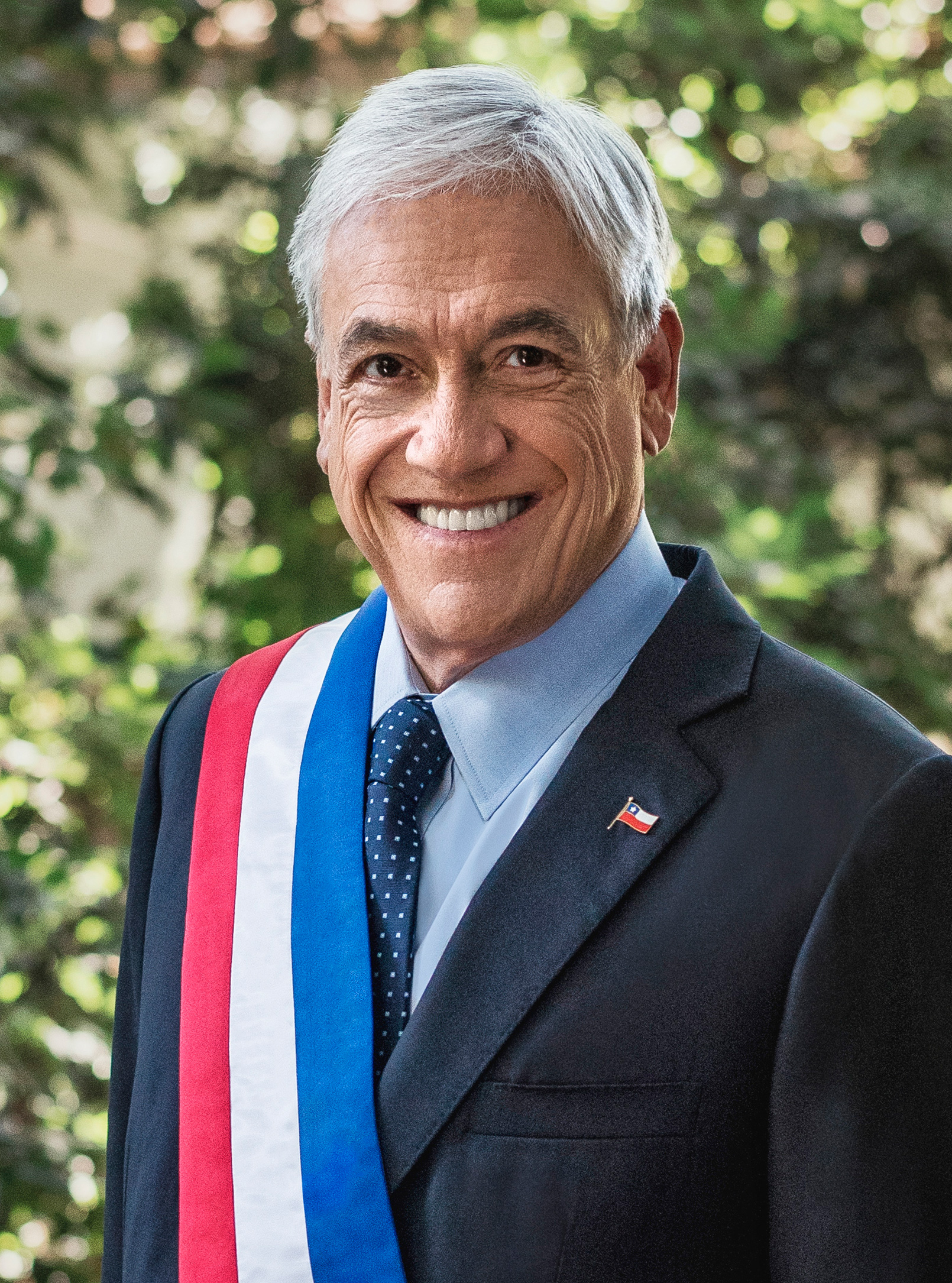
Sebastián Piñera († 2024)

- 2001: Joe Menke, deutscher Musikproduzent und Schlagerkomponist
- 2001: Kurt Neuwald, deutsches Gründungsmitglied des Zentralrats der Juden
- 2002: Grietje de Jongh, niederländische Sprinterin
- 2002: Max Ferdinand Perutz, österreichisch-britischer Chemiker
- 2003: Peter C. Steiner, deutscher Cellist
- 2004: Claus Hinrich Casdorff, deutscher Rundfunk- und Fernsehjournalist
- 2004: Helmut Werner, deutscher Industriemanager
- 2005: Lasar Naumowitsch Berman, russischer Pianist
- 2005: Hubert Curien, französischer Forschungsminister und Physiker
- 2005: Hermann Jünger, deutscher Goldschmied
- 2005: Detlef B. Linke, deutscher Hirnforscher und Philosoph
- 2005: Armin Müller, deutscher Schriftsteller und Maler
- 2006: Mary Henderson, kanadische Sängerin und Musikpädagogin
- 2006: Karin Struck, deutsche Schriftstellerin
- 2007: Lee Hoffman, US-amerikanische Autorin
- 2007: Frankie Laine, US-amerikanischer Sänger, Entertainer und Schauspieler
- 2008: Dieter Noll, deutscher Schriftsteller
- 2008: Tony Rolt, britischer Automobilrennfahrer, technischer Entwickler und Offizier
- 2009: Bashir Ahmad, schottischer Politiker
- 2009: Franz Austeda, österreichischer Beamter, Philosoph und Pädagoge
- 2009: James Whitmore, US-amerikanischer Schauspieler
- 2010: John Dankworth, britischer Jazz-Saxophonist (Alt), Klarinettist, Bigband-Leader und Komponist
- 2011: Andrée Chedid, libanesisch-französische Schriftstellerin
- 2011: Gary Moore, britischer Rock- und Blues-Gitarrist, Komponist und Sänger
- 2011: Ken Olsen, US-amerikanischer Ingenieur und Gründer von Digital Equipment Corporation (DEC)
- 2012: Yasuhiro Ishimoto, japanisch-US-amerikanischer Fotograf
- 2012ː Norma Merrick Sklarek, US-amerikanische Architektin, erste zugelassene afroamerikanische Architektin der USA
- 2012: Antoni Tàpies, spanischer Maler, Grafiker und Bildhauer, Theoretiker katalanischer Kunst, bedeutender Künstler des Informel
- 2012: Janice Elaine Voss, US-amerikanische Astronautin
- 2013: Doğan Andaç, türkischer Oberstleutnant, Fußballtrainer und -funktionär
- 2013: Roland Dellsperger, Schweizer Eishockeyspieler
- 2013: Stuart Freeborn, britischer Maskenbildner
- 2014ː Maxine Kumin, US-amerikanische Lyrikerin, Pulitzer-Preisträgerin
- 2015: Peter Abraham, deutscher Schriftsteller
- 2015: André Brink, südafrikanischer Schriftsteller
- 2015: Assia Djebar, algerische Schriftstellerin
- 2015: Willy Purucker, deutscher Drehbuchautor und Hörspielregisseur
- 2016: Eddy Wally, belgischer Sänger
- 2017: Inge Keller, deutsche Schauspielerin
- 2017: Alec McCowen, britischer Schauspieler
- 2018: Joseph Roman, US-amerikanischer Schauspieler
- 2019: Rudi Assauer, deutscher Fußballspieler und -manager
- 2019: Manfred Eigen, deutscher Chemiker und Nobelpreisträger
- 2019: Rosamunde Pilcher, britische Schriftstellerin
- 2020: Jhon Jairo Velásquez, kolumbianischer Auftragsmörder
- 2021: Burwell Jones, US-amerikanischer Schwimmer
- 2021: George Shultz, US-amerikanischer Politiker
- 2022: George Crumb, US-amerikanischer Komponist
- 2022: Ronnie Hellström, schwedischer Fußballspieler
- 2022: Günther Knauss, deutscher Eishockeytorwart und Kommunalpolitiker
- 2022: Ryszard Kubiak, polnischer Ruderer
- 2022: Hans Neuenfels, deutscher Regisseur und Autor
- 2023: Greta Andersen, dänische Schwimmerin
- 2023: Astrid Kiendler-Scharr, österreichisch-deutsche Physikerin und Klimaforscherin
- 2023: Květa Pacovská, tschechische Künstlerin und Kinderbuchillustratorin
- 2024: John Bruton, irischer Politiker und Ministerpräsident
- 2024: Shreela Flather, Baroness Flather, britische Politikerin
- 2024: Seiji Ozawa, japanischer Dirigent
- 2024: Sebastián Piñera, chilenischer Politiker und Staatspräsident Chiles
- 2025ː Virginia Halas McCaskey, US-amerikanische Unternehmerin und Besitzerin des NFL-Teams Chicago Bears

## Feier- und Gedenktage
- Internationale Gedenktage
  - Internationaler Tag gegen weibliche Genitalverstümmelung

- Kirchliche Gedenktage
  - Hl. Amand von Maastricht, Glaubensbote in Belgien und Bischof von Maastricht (evangelisch, katholisch)
  - Hl. Dorothea, römische Jungfrau, Märtyrerin und Schutzpatronin (katholisch, orthodox)
  - Hl. Paul Miki und Gefährten, Märtyrer und Missionare (katholisch)
  - Hl. Märtyrer von Nagasaki, Märtyrer und Missionare (anglikanisch, der evangelische Gedenktag ist am 5. Februar)
  - Hl. Photios I., byzantinischer Autor, Bischof und Patriarch von Konstantinopel (orthodox)

- Namenstage
  - Doris, Dorothea, Paul

- Staatliche Feier- und Gedenktage
  - Neuseeland: Waitangi Day

Weitere Einträge enthält die Liste von Gedenk- und Aktionstagen.